# Teruel
Teruel es un municipio y ciudad española situada en el sur de Aragón, capital de la provincia homónima. Con 36 713 habitantes (INE 2024), es la capital provincial menos poblada del país. Ubicada en la zona centro-oriental de la península ibérica, a una altitud de unos 915 m sobre el nivel del mar, se encuentra en la confluencia de los ríos Alfambra y Guadalaviar, conocido aguas abajo de la ciudad como Turia. Su clima se caracteriza por presentar inviernos muy fríos y veranos cálidos/templados y secos.
Posee un importante patrimonio artístico mudéjar, parte del cual ha sido reconocido por la Unesco como Patrimonio de la Humanidad, además de otros atractivos turísticos como el mausoleo de los Amantes de Teruel, El Torico y el centro paleontológico Dinópolis. Los monumentos mudéjares más destacados son la iglesia de Santa María, catedral de la diócesis de Teruel, y las torres de El Salvador, San Martín y San Pedro, a cuyos pies se encuentra la iglesia que recibe el mismo nombre, también de estilo mudéjar.

## Geografía
Está integrado en la comarca de Comunidad de Teruel. El municipio ocupa la depresión que forman los ríos Alfambra y Guadalaviar, que se unen cerca de la ciudad. Alrededor de esta depresión se elevan algunas de las sierras pertenecientes al sistema Ibérico. La sierra de Peñarredonda se encuentra al oeste, al sur del Guadalaviar, alcanzando los 1186 m, aunque la elevación más destacada es la Meseta de las Pedrazas (1126 m). Por el sureste está la sierra de Camarena, que alcanza los 1462 m en Las Coronillas, en el límite con La Puebla de Valverde. Al noreste está la sierra Gorda, entre el río Alfambra y la rambla del río Seco, que llega a los 1277 m en el pico El Chopo, cerca del límite con Corbalán. Por el noroeste la zona es menos montañosa, si bien sobresale el llamado cerro Gordo (1222 m) cerca del límite con Celadas. La altitud oscila por tanto entre los 1462 m (La Coronilla) y los 850 m a orillas del río Guadalaviar. La ciudad se alza a 915 m sobre el nivel del mar. 
| Noroeste: Cella           | Norte: Celadas, Alfambra, Peralejos y Cuevas Labradas | Noreste: Corbalán                      |
| Oeste: Cella y Albarracín |                                                       | Este: Corbalán y La Puebla de Valverde |
| Suroeste: Rubiales        | Sur: Villastar y Cubla                                | Sureste: La Puebla de Valverde         |

### Clima

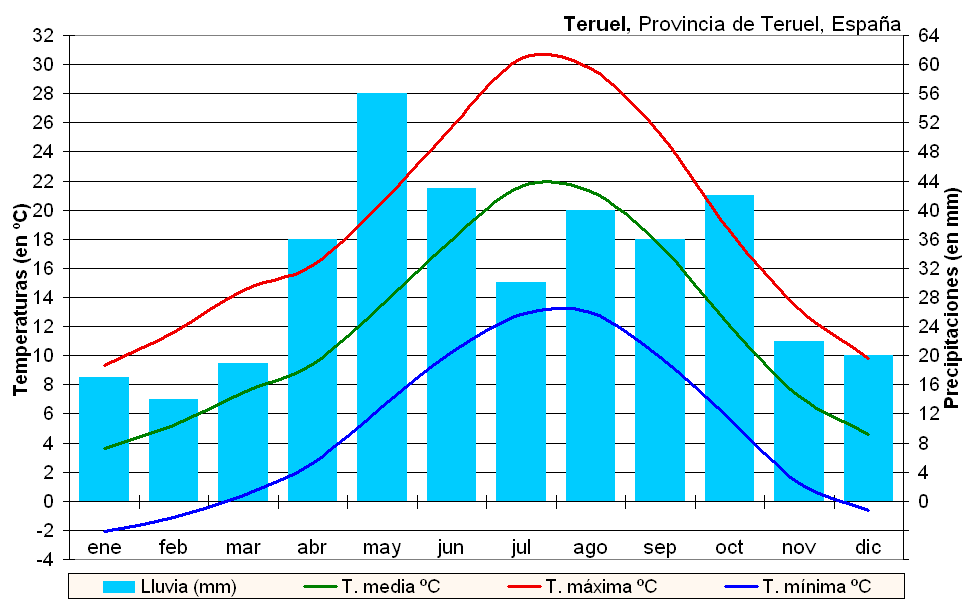
Climograma de la ciudad

De acuerdo con la clasificación climática de Köppen el clima de Teruel es en general semiárido templado/frío (BSk).
En verano las temperaturas son suaves, aunque con mucha oscilación térmica, y en invierno son frías, con mínimas bajas, que en algunas ocasiones pueden llegar a descender de los -10 °C. Las precipitaciones presentan el mínimo en invierno y un máximo al final de la primavera. Los récords de temperatura registrados en el observatorio de Teruel son los 39,3 °C del 4 de agosto de 2007 y los -22,5 °C del 26 de diciembre de 2001. En el área del municipio ocupada por la ciudad de Teruel existe una isla térmica con temperaturas 2 °C superiores a las de los alrededores.
Teruel es la capital de provincia española con más días de helada al año, un total de 95 días de media. Presenta en promedio, once días de nieve por año. En la ciudad ha nevado tan temprano como en octubre (1992) y ha tenido nevadas tardías hasta en mayo.
| Parámetros climáticos promedio de Observatorio de Teruel (902 m s.n.m.) (Periodo de referencia: 1991-2020, extremas: 1986-presente) | Parámetros climáticos promedio de Observatorio de Teruel (902 m s.n.m.) (Periodo de referencia: 1991-2020, extremas: 1986-presente) | Parámetros climáticos promedio de Observatorio de Teruel (902 m s.n.m.) (Periodo de referencia: 1991-2020, extremas: 1986-presente) | Parámetros climáticos promedio de Observatorio de Teruel (902 m s.n.m.) (Periodo de referencia: 1991-2020, extremas: 1986-presente) | Parámetros climáticos promedio de Observatorio de Teruel (902 m s.n.m.) (Periodo de referencia: 1991-2020, extremas: 1986-presente) | Parámetros climáticos promedio de Observatorio de Teruel (902 m s.n.m.) (Periodo de referencia: 1991-2020, extremas: 1986-presente) | Parámetros climáticos promedio de Observatorio de Teruel (902 m s.n.m.) (Periodo de referencia: 1991-2020, extremas: 1986-presente) | Parámetros climáticos promedio de Observatorio de Teruel (902 m s.n.m.) (Periodo de referencia: 1991-2020, extremas: 1986-presente) | Parámetros climáticos promedio de Observatorio de Teruel (902 m s.n.m.) (Periodo de referencia: 1991-2020, extremas: 1986-presente) | Parámetros climáticos promedio de Observatorio de Teruel (902 m s.n.m.) (Periodo de referencia: 1991-2020, extremas: 1986-presente) | Parámetros climáticos promedio de Observatorio de Teruel (902 m s.n.m.) (Periodo de referencia: 1991-2020, extremas: 1986-presente) | Parámetros climáticos promedio de Observatorio de Teruel (902 m s.n.m.) (Periodo de referencia: 1991-2020, extremas: 1986-presente) | Parámetros climáticos promedio de Observatorio de Teruel (902 m s.n.m.) (Periodo de referencia: 1991-2020, extremas: 1986-presente) | Parámetros climáticos promedio de Observatorio de Teruel (902 m s.n.m.) (Periodo de referencia: 1991-2020, extremas: 1986-presente) |
| Mes | Ene. | Feb. | Mar. | Abr. | May. | Jun. | Jul. | Ago. | Sep. | Oct. | Nov. | Dic. | Anual |
| --- | --- | --- | --- | --- | --- | --- | --- | --- | --- | --- | --- | --- | --- |
| Temp. máx. abs. (°C) | 22.9 | 24.8 | 28.2 | 32.9 | 35.8 | 38.8 | 40.6 | 41.3 | 36.7 | 33.2 | 26.3 | 21.2 | 41.3 |
| Temp. máx. media (°C) | 10.1 | 12.0 | 15.6 | 17.9 | 22.4 | 27.8 | 31.9 | 31.3 | 25.7 | 20.1 | 13.8 | 10.5 | 20.0 |
| Temp. media (°C) | 4.0 | 5.2 | 8.3 | 10.7 | 14.7 | 19.3 | 22.7 | 22.5 | 17.9 | 13.1 | 7.6 | 4.6 | 12.6 |
| Temp. mín. media (°C) | -2.2 | -1.6 | 0.9 | 3.3 | 7.1 | 10.9 | 13.4 | 13.6 | 10.1 | 6.1 | 1.3 | -1.4 | 5.1 |
| Temp. mín. abs. (°C) | -21.0 | -12.8 | -10.6 | -5.3 | -2.7 | 0.7 | 4.6 | 3.0 | -0.4 | -4.0 | -12.2 | -19.0 | -21.0 |
| Precipitación total (mm) | 16 | 14 | 27 | 40 | 50 | 43 | 24 | 33 | 33 | 39 | 27 | 16 | 360 |
| Días de precipitaciones (≥ 1 mm) | 3.3 | 2.8 | 4.4 | 5.9 | 6.9 | 5.4 | 3.0 | 3.8 | 4.7 | 5.3 | 4.7 | 3.9 | 54.0 |
| Días de nevadas (≥ 0.01 mm) | 2.3 | 2.8 | 1.8 | 1.0 | 0.2 | 0.0 | 0.0 | 0.0 | 0.0 | 0.1 | 0.9 | 1.4 | 10.5 |
| Horas de sol | 149 | 170 | 211 | 231 | 267 | 300 | 344 | 310 | 243 | 189 | 141 | 130 | 2703 |
| Humedad relativa (%) | 74 | 67 | 62 | 60 | 58 | 53 | 49 | 54 | 61 | 68 | 73 | 76 | 63 |
| Fuente n.º 1: Agencia Estatal de Meteorología                                                                                       | | | | | | | | | | | | | |
| Fuente n.º 2: Agencia Estatal de Meteorología (extremos)                                                                            | | | | | | | | | | | | | |

## Historia

### Antecedentes
Según algunos autores, podría corresponder a la ciudad llamada por los fenicios Thorbat o Thorbet. También podría ser la Turba de los celtíberos, o la Túrbula mencionada por Ptolomeo.
Teruel estuvo poblada desde los tiempos de los celtíberos, los cuales llamaban al lugar Turboleta. [cita requerida] El topónimo Turboleta podría venir del término vasco-íbero itur + olu + eta (lugar de fuente, manadero), según la teoría del vascoiberismo.[cita requerida] Hay restos en el yacimiento del Alto Chacón. La zona fue ocupada posteriormente por los romanos, quedando restos en poblaciones cercanas, como los de Cella.

### Edad Media

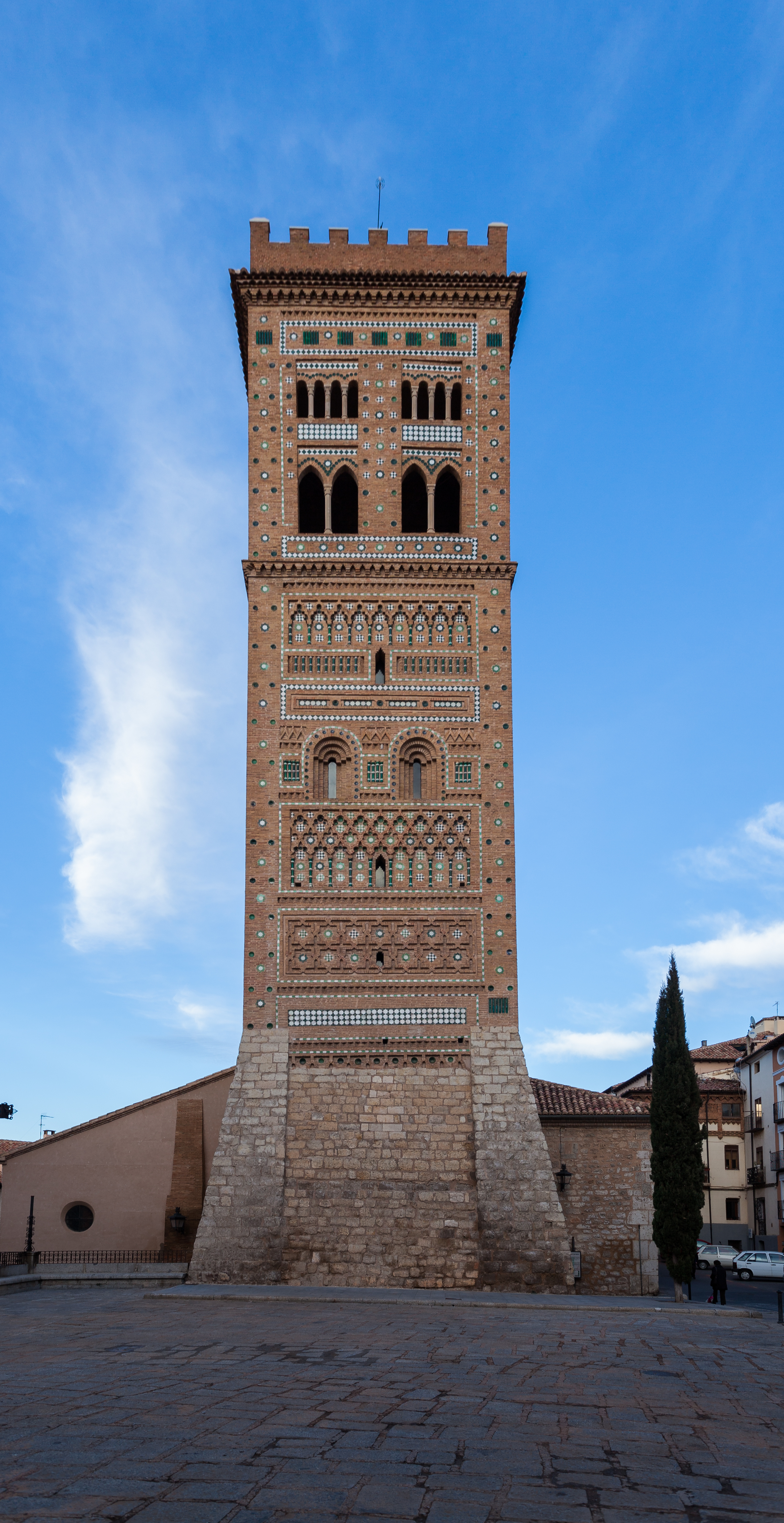
Torre mudéjar de San Martín

Algunos autores aseguran que en el mismo emplazamiento de la actual ciudad de Teruel (concretamente en el barrio de la Judería), se asentaba Tirwal, nombre que procedería del árabe, con el significado de «torre», enclave musulmán citado en el año 935. Sin embargo, aunque se ha detectado arqueológicamente la presencia de ocupación islámica de este espacio, los restos localizados no pertenecen a un núcleo de población, sino más bien a una construcción defensiva.
El 1 de octubre de 1171 el rey aragonés Alfonso II tomó Tirwal con la intención de reforzar la frontera meridional de su reino, que consideraba amenazada por la toma de la ciudad de Valencia por los almohades. Y en ese mismo año fundó la ciudad de Teruel, dotándola de fueros y privilegios para facilitar de este modo la repoblación de la zona.

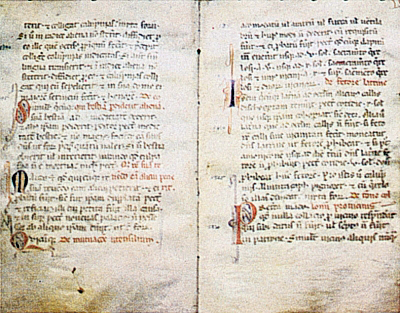
Fuero de Teruel

Hay que destacar por su importancia histórica que, en el torreón del Cubo, junto a la desaparecida puerta de Zaragoza, se encuentran las más antiguas barras de Aragón que se conservan, significando así Alfonso II el Casto, al esculpir sus cuatro barras de gules en piedra al amurallar Teruel, que era una villa de realengo.
La fundación de Teruel supone un cambio sin precedentes en la estructura política y territorial del sur de Aragón, ya que el predominio del Albarracín y la Alfambra de época musulmana será sustituido por el de la nueva fundación, Teruel en especial, en detrimento de Alfambra, que quedará en un segundo plano bajo la fórmula jurídica de señorío.
Según una leyenda, para fundar la nueva ciudad los sabios y las gentes principales de la villa se reunieron y buscaron diversas señales y presagios, encontrando favorable el que un toro mugiera desde un alto (que se correspondería con la plaza principal actual, la del Torico) y que sobre el toro brillara una estrella. De este encuentro toma, según algunos autores, su nombre la ciudad, ya que provendría de juntar en una palabra el vocablo «toro» y el nombre de la estrella, «Actuel», formando de este modo la palabra «Toroel», y después «Toruel». De este fortuito encuentro procedería también el símbolo del toro y de la estrella, que se puede observar tanto en la bandera como en el escudo de la ciudad, además de en el monumento de la Vaquilla (en el que se observa a un vaquillero enfrentándose a un toro y a un ángel situándole la estrella al toro). Tras su fundación y repoblación, se constituyó la comunidad de Teruel, conjunto de aldeas del entorno de la localidad.
Los habitantes de Teruel intervinieron en la conquista de Valencia, que estaba en poder de los musulmanes, y en la guerra de los Dos Pedros contra Castilla, siéndole otorgada a la población el título de ciudad en 1347 por Pedro IV de Aragón, por su colaboración en las guerras de la Unión. Hay que destacar la considerable importancia que alcanzaron las comunidades judía y mudéjar dentro de la vida social y económica de la ciudad, desde que se consolidaran sus aljamas hacia finales del siglo XIII. Es notable el caso de la judería de Teruel, que conserva todavía su topónimo, y de la que se han localizado abundantes restos arqueológicos.

### Edad Moderna

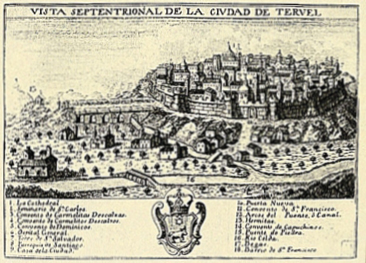
Teruel en el

El acueducto de los Arcos, la obra de ingeniería más relevante del Renacimiento turolense, fue construido entre 1537 y 1558.
Uno de los hechos más relevantes de la historia de la ciudad se produjo en las llamadas Alteraciones de Teruel y Albarracín. Durante el reinado de Felipe II, el Tribunal de la Inquisición cometía constantes contrafueros, por lo que no fue aceptado por estas poblaciones, provocando frecuentes algaradas populares, a veces con violencia hacia los inquisidores. En el año 1572 se produjeron tales altercados que el rey, ejerciendo su autoridad, mandó un ejército castellano al mando del duque de Segorbe a invadir Teruel. Hubo combates durante varios días al estar la ciudad fortificada, pero finalmente la plaza se rindió el Jueves Santo de aquel año. Durante una semana se ajustició a los cabecillas en los jardines del Barón de Escriche, actual plaza de San Juan. Este hecho desacreditó enormemente la foralidad aragonesa. A comienzos del siglo XVIII, durante la Guerra de Sucesión, la ciudad se alineó con Felipe V.

### Edad Contemporánea

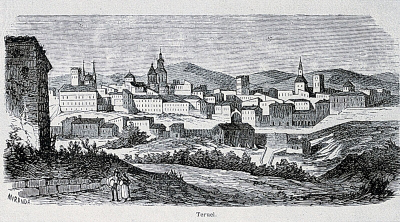
Teruel en la Crónica de la provincia de Teruel (1866) de Pedro Pruneda

Durante la Guerra de la Independencia (1808-1814) Teruel recibió órdenes del capitán general de Aragón, José Rebolledo de Palafox, de levantarse en armas contra los franceses. Sin embargo, pocos meses después y con escasa resistencia, fue ocupada por fuerzas imperiales al mando del mariscal Suchet, las cuales mantuvieron la plaza bajo su poder hasta su retirada en 1813. Los franceses volaron varios edificios civiles y conventos de la capital, quedando como herencia de estas destrucciones los actuales espacios abiertos de la plaza del Seminario y el Óvalo. En 1817 se ejecutaron obras de reparación en el Seminario, que había sido sede de la guarnición francesa durante la guerra.

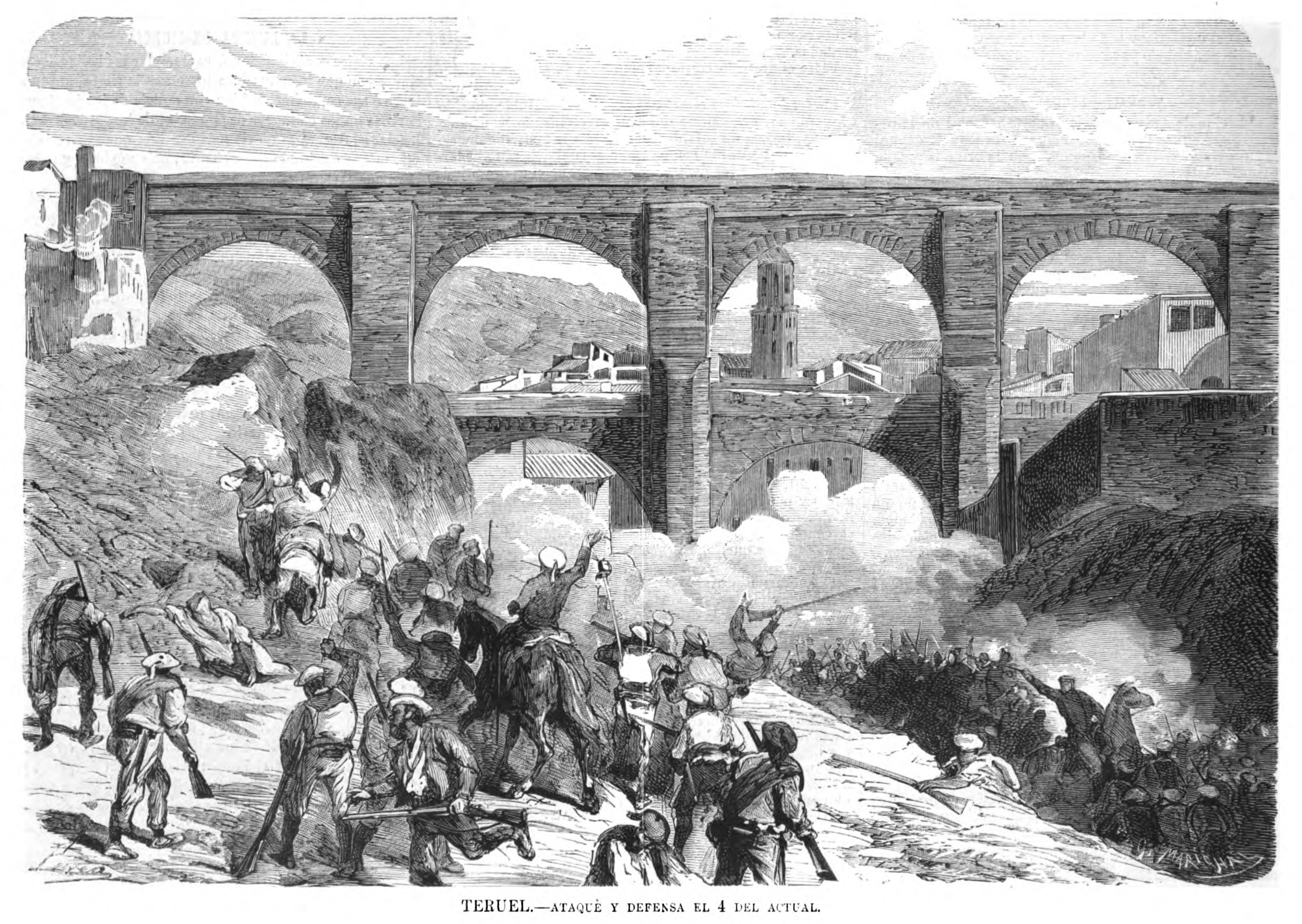
Teruel atacada el 4 de agosto de 1874 durante la tercera guerra carlista

Durante las guerras carlistas la capital se mantuvo fiel a los gobiernos liberales frente al poder carlista del Maestrazgo, sin ser nunca amenazada por las tropas del general Cabrera. Por el contrario, de Teruel salieron expediciones para rechazar el acoso carlista sobre la Tierra Baja y para acudir en socorro de la sitiada Alcañiz en 1838. Ya en la segunda mitad el siglo, durante la tercera guerra carlista, la ciudad fue atacada por Marco de Bello y Alfonso Carlos, hermano del pretendiente, con numerosas tropas los días 3 de julio y 4 de agosto de 1874, pero fracasaron y solo consiguieron penetrar en los arrabales de la ciudad.

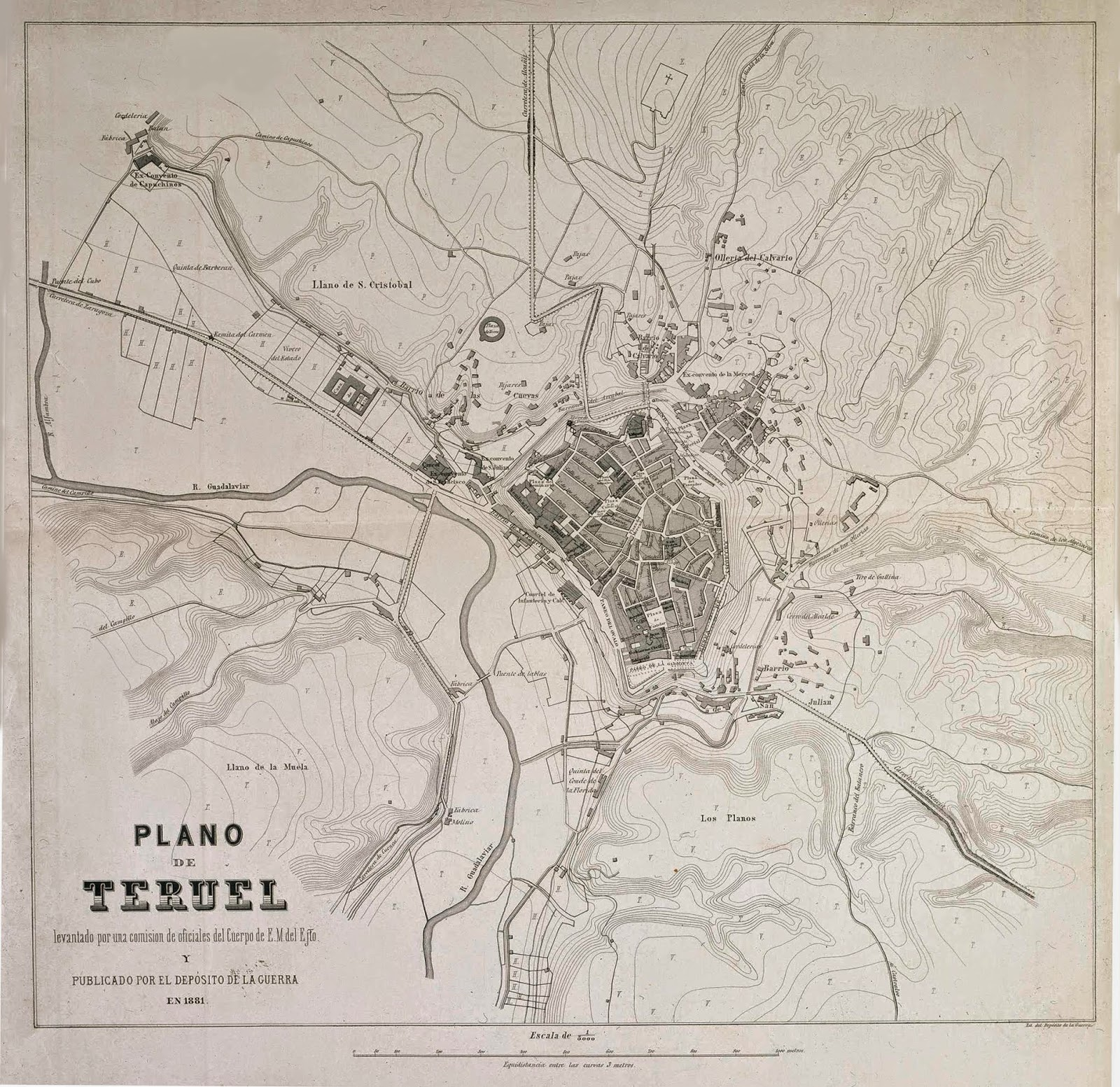
Plano de Teruel (1881)

En 1858 se construyó la actual fuente del Torico, el icono de la ciudad. A finales del siglo XIX, Teruel gozó de una cierta prosperidad, propiciada por la pequeña burguesía que la habitaba. Fruto de este periodo de prosperidad son las obras modernistas que salpican el casco urbano, datadas a principios del siglo XX. Fue por estas fechas (1901) cuando llegó el ferrocarril a la ciudad.
Guerra Civil
Teruel adquirió fama durante la Guerra Civil al ser el escenario de la batalla de Teruel. En julio de 1936 la sublevación franquista triunfó en Teruel, al igual que en el resto de capitales aragonesas, gracias al apoyo de la Guardia Civil y la Guardia de Asalto de la ciudad. La llegada de columnas frentepopulistas desde Levante hizo, sin embargo, que permanecieran en manos de la República la mayor parte de los territorios circundantes, quedando el frente estabilizado durante casi año y medio, pese a las múltiples ofensivas republicanas.
En diciembre de 1937, con el fin de aliviar la presión que las tropas sublevadas ejercían sobre Madrid, el alto mando republicano reunió doce divisiones, con más de 110 000 hombres encuadrados en tres cuerpos de ejército, que debían reducir el saliente que para el frente de guerra suponía Teruel, y la amenaza que representaba para el Levante, en poder de la República. La primera parte de la operación fue un éxito, pues Teruel fue la única capital de provincia conquistada por la República en el transcurso de la guerra.

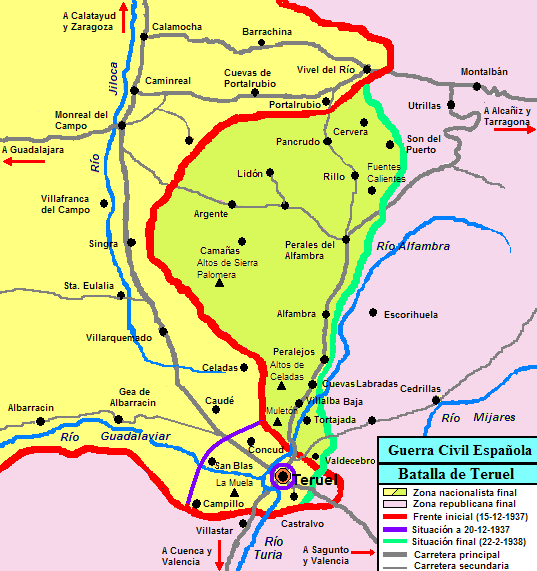
Mapa del entorno donde se desarrolló la batalla de Teruel. Se indican las situaciones inicial y final, así como la correspondiente al 20 de diciembre de 1937, cuando la ciudad queda cercada por las tropas republicanas y comienza la batalla por la toma de la capital

Las tropas republicanas, al mando del general Vicente Rojo, comenzaron su ofensiva el 15 de diciembre de 1937, por la zona de Corbalán, con bombardeos aéreos a nudos de comunicaciones y al casco urbano turolense, hasta llegar a posiciones cercanas a la capital. Por otro lado, el coronel Domingo Rey d'Harcourt preparó la defensa con sus escasos efectivos, que no alcanzaban los 5000 hombres, concentrándose en puntos fuertes de la ciudad, como el edificio de la Comandancia, en la plaza de San Juan, y el seminario. Numerosos vecinos acudieron a guarecerse en él. Llegaron a más de 1500 los civiles y a 1759 los militares, con otros 1059 que se agregaron desde otras posiciones, que se aprestaron a la defensa. Al llegar a los aledaños de la capital, las fuerzas de la República iniciaron una gran preparación artillera sobre el centro de la ciudad, reduciéndola a escombros en las zonas centrales. Fueron muchos los combates cuerpo a cuerpo dentro del centro urbano, en los que bastantes civiles se vieron implicados.

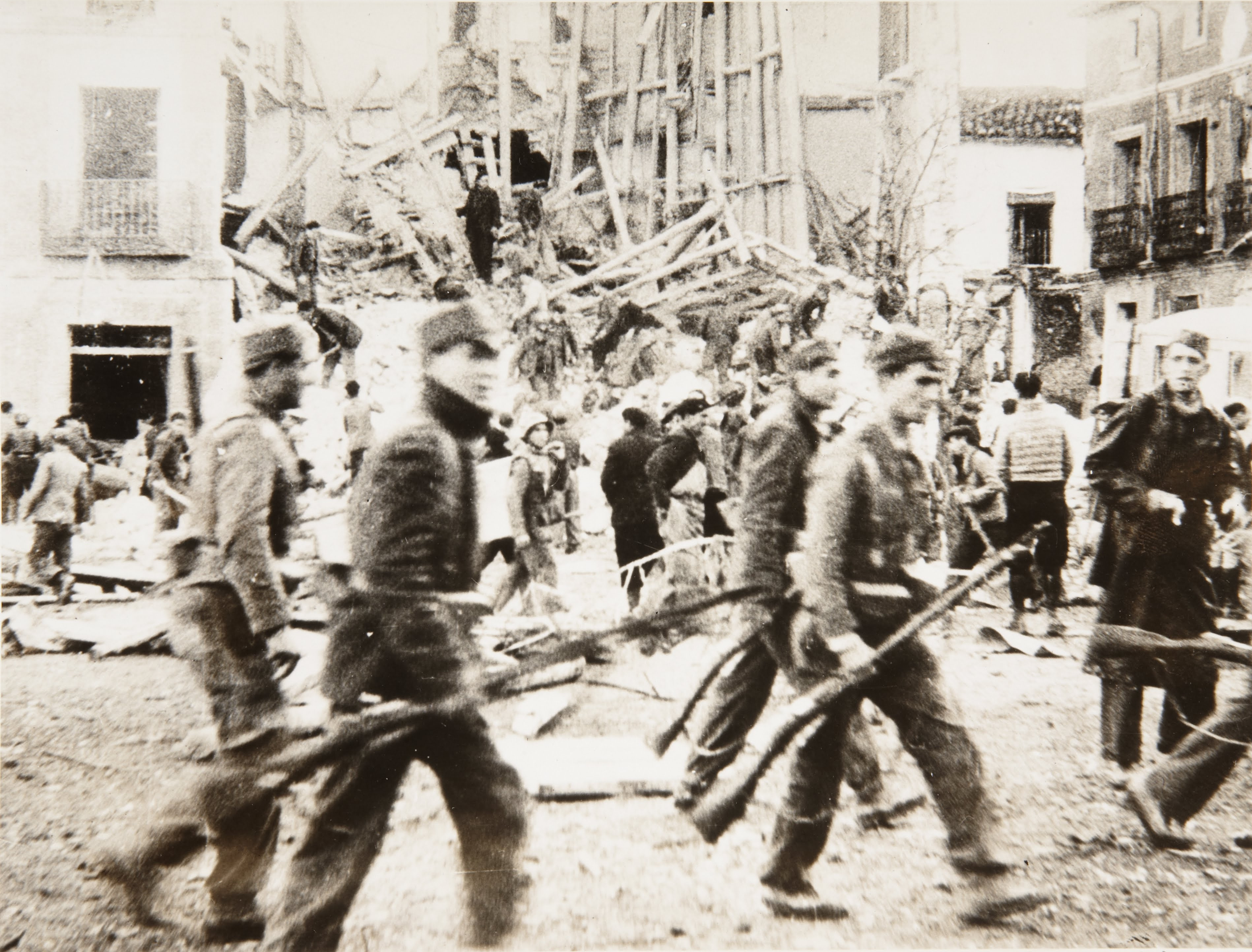
Entrada de las tropas republicanas en Teruel (1938)

El ejército sublevado reaccionó con presteza para socorrer a los sitiados, pero las bajas temperaturas y una gran tormenta de nieve que imposibilitó las operaciones, impidieron a las fuerzas del general Aranda penetrar en la ciudad y romper el cerco republicano, por lo que los defensores rindieron la ciudad el 8 de enero de 1938. En esta capitulación las fuerzas republicanas tomaron como prisioneros, entre otros, al coronel Rey d'Harcourt y al obispo de la diócesis de Teruel-Albarracín, Anselmo Polanco. Ambos fueron asesinados un año más tarde, casi al final de la contienda y en plena retirada de Cataluña, el 7 de febrero de 1939, en la localidad gerundense de Pont de Molins por fuerzas bajo el mando de Enrique Líster.
La respuesta de las fuerzas sublevadas había continuado el 31 de diciembre con ataques bajo la dirección del general García Valiño. El 2 de enero los atacantes tomaron posiciones en los alrededores de la ciudad, aunque hasta el 7 de febrero no consiguieron internarse en ella. Con una fuerte ofensiva artillera y el apoyo aéreo por parte de la Legión Cóndor (en la batalla de Teruel se utilizó por primera vez, y como preludio de lo que ocurriría en la Segunda Guerra Mundial, el avión alemán Ju-87 Stuka), cerraron el sitio hacia el día 20. A pesar de los esfuerzos republicanos, el 22 la rendición fue total, con la toma de más de 15 000 prisioneros y abundante material bélico. De esta manera se volvió a un estado en el frente similar al anterior a la operación, con Teruel recuperada para los sublevados y unas pérdidas muy acusadas en hombres y material para la República, que no consiguió sus objetivos iniciales, sino solamente retrasar la actuación de Franco sobre Madrid, que se decantó por actuar en Levante, partiendo poco después el territorio republicano.
Finalmente, con la nueva ofensiva sublevada en Aragón hacia el Mediterráneo, en marzo de 1938, aprovechando la acumulación de fuerzas en Teruel, el frente se alejará de la capital y poco a poco se irá normalizando la vida en la castigada ciudad, la cual quedó prácticamente destruida después de dos severos sitios.
Recién terminada la contienda comenzaron los trabajos de reconstrucción a cargo de la Dirección General de Regiones Devastadas. Su actividad duró hasta mediados de los años 1950, en los que se aprovechó para dotar a Teruel de mayores espacios abiertos y racionalización de calles. Sus principales actuaciones se plasman en el Seminario y aledaños, la calle y plaza de San Juan y el conjunto del Óvalo.

## Demografía
Teruel cuenta con una población de 36 713 habitantes (INE 2024).
| Gráfica de evolución demográfica de Teruel entre 1842 y 2021 |
| |
| Población de derecho según los censos de población del INE Población de hecho según los censos de población del INEEn 1930 crece el término del municipio porque incorpora a Concud En 1971 incorpora a Aldehuela, Campillo, Castralvo y Valdecebros En 1972 incorpora a Caudé, Tortajada y Villalba Baja |

Sus habitantes son conocidos como turolenses, siendo la capital de provincia española menos poblada. En 2023 era el 205.º municipio por población en España. Representa el 26,85 % de la población de toda su provincia, lo que la hace un municipio articulador provincial, cuyo protagonismo ha aumentado a lo largo del pasado siglo, representando el 3,79 % de la población provincial en el año 1900, el 7,63 % en el año 1950 y el 22,01 % a comienzos del siglo XXI.
El mayor crecimiento poblacional de la ciudad se produce a partir de las décadas de 1950 y 1960, cuando la ciudad recibe a un importante población procedente de otros municipios turolenses. Tras unas décadas de importante crecimiento, a partir de 2008 se inició un estancamiento que se mantiene en la actualidad, debido al retorno de la población inmigrante a sus países de origen, el envejecimiento poblacional y las baja tasa de natalidad.
La edad media del municipio es de 43,6 años, siendo el 50,4 % de la población mayor de 45 años. Teruel es la ciudad que tiene el menor porcentaje de población entre los 15 y los 29 años y, por el contrario, la capital con el índice más alto de vejez (personas mayores de 65 años). El 20,3 % de la población tiene entre 0 y 19 años, el 60,4 % entre 20 y 64 y el 19,3 % tiene más de 65 años de edad. El índice de envejecimiento es del 95,4 %. El municipio cuenta con una tasa de masculinidad de 90,8, frente a la de feminidad que es de 110,1. El índice de maternidad es de 19,8.
El número de nacimientos en la ciudad en 1991 fue de 332, mientras que en 2018 había descendido hasta los 271 nacimientos. Por su parte, en el mismo periodo, el número de defunciones había aumentado de los 291 a los 349, por lo que en el año 2018 la ciudad contaba con un saldo vegetativo negativo, más muertes que nacimientos, lo que refleja la significativa presencia de ancianos en el municipio, frente a la baja tasa de natalidad existente.
Respecto al nivel educativo de los turolenses mayores de 25 años, según el censo del INE para el año 2011, el 30,7 % habían estudiado hasta bachillerato, un 14,3 % habían realizado un bachillerato superior, el 5,4 % un FP de grado medio, el 6,8 % un FP de grado superior, el 11,1 % contaba con una diplomatura, el 9,6 % con una licenciatura o grado, el 1,2 % tenían un doctorado o un máster, mientras que el 19,6 % no tenían estudios y el 1,2 % eran analfabetos.

### Población extranjera
La población extranjera en el municipio de Teruel en el año 2022 era de 3632 personas, lo que supone el 10,01 % de la población total del municipio, cifras por debajo del porcentaje provincial (12,7 %), del regional (14,7 %) y del nacional (13,1 %). El crecimiento de la población extranjera en la ciudad se ha dado de manera significativa desde comienzos de este siglo. En el año 2001, los extranjeros representaban solo el 0,59 % de la población del municipio, alcanzando un pico en el año 2009, cuando los extranjeros representaban el 11,48 %.
| Origen     | Hombres | Mujeres | Total  | %     |
| ---------- | ------- | ------- | ------ | ----- |
| Español    | 15 295  | 16 973  | 32 268 | 89,90 |
| Extranjero | 1799    | 1833    | 3632   | 10,11 |

El 47,42 % de la población extranjera es procedente de otros países de la Unión Europea, el 18,06 % es de origen africano, el 15,22 % de origen americano, el 3,61 % de origen asiático, mientras que los extranjeros de Oceanía representan el 0,19 %. Por nacionalidades, la más representada son los rumanos, que representan el 33,15 % de la población extranjera, seguido de los marroquíes, que representan el 32,92 % de la población extranjera. Ambas nacionalidades representan el 66,08 % del total de población extranjera.

### Núcleos de población
En el municipio de Teruel se encuentran, además de la capital provincial, las localidades de Aldehuela, El Campillo, Castralvo, Caudé, Concud, San Blas, Tortajada, Valdecebro, Villalba Baja y Villaspesa. El 91,54 % de la población municipal vive en el núcleo urbano de Teruel, mientras que las otras entidades aglutinan al 8,46 %, unos 2276 habitantes.

### Urbanismo

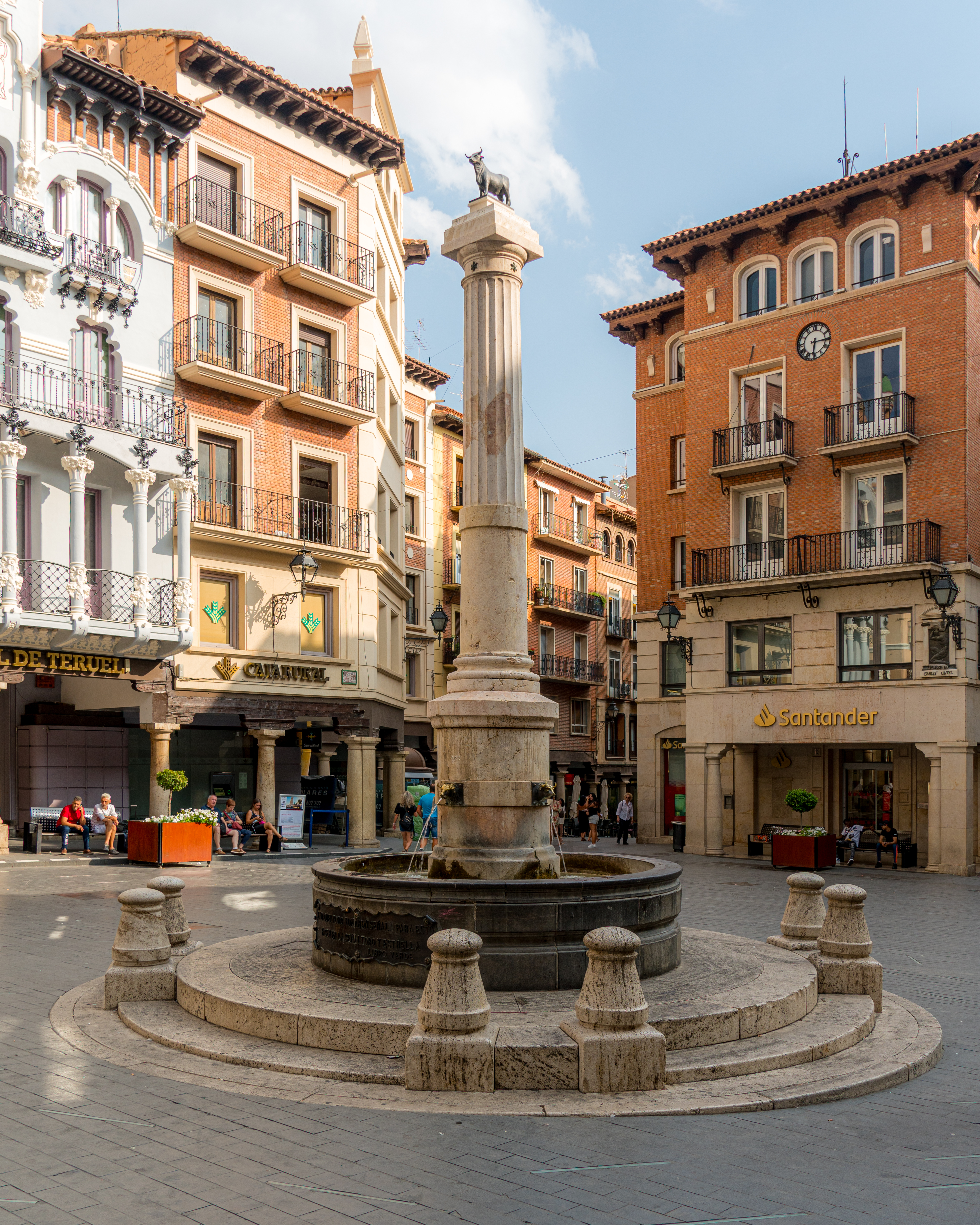
Plaza del Torico, antigua plaza Mayor, centro neurálgico de la ciudad desde la Edad Media

Aún existiendo restos arqueológicos íberos y romanos en la zona, no se considera la fundación de la actual ciudad de Teruel hasta la Edad Media. Durante el dominio musulmán, existía en la parte más elevada del actual casco antiguo un pequeño recinto amurallado con el nombre de Tirwal, localizado en el este del casco antiguo, donde hoy podemos encontrar la judería de la ciudad.
Tras ser reconquistado por los cristianos en 1169, Alfonso II decide fundar la nueva villa de Teruel en 1171, como plaza militar de importancia con la idea de proteger el valle del Ebro de los ataques musulmanes provenientes de Valencia. A través del Fuero de Teruel (1177) se favoreció el establecimiento de pobladores, realizándose una ampliación de la ciudad hacia el oeste del núcleo original, desplazando el centro geográfico de la villa hacia la plaza Mayor, actual plaza del Torico. La organización de la ciudad medieval, que se encontraba amurallada, se produjo en torno a las parroquias. Las primitivas fueron las de San Pedro y San Andrés, a las que se añadirían con el paso de los años otras como la de San Juan, San Esteban, Santa María, San Martín, San Marcos, Santiago, San Miguel y El Salvador. El recinto amurallado contaba con cuatro puertas o pórticos, que comunicaban con Zaragoza, Cuenca, Valencia y Daroca.
En el siglo XIII, la llegada masiva de personas a la ciudad debido a su florecimiento económico, hizo que se comenzaran a asentar en barrios de extramuros, creándose el Arrabal, al noreste del recinto amurallado, comunicando con él a través de la Puerta de Zaragoza. A su vez, con el paso de los años se comienza a producir un asentamiento disperso en el barrio conocido como La Rabadejo, actual Cuevas del Siete, al norte del recinto amurallado. Tras la conquista de Valencia en 1328, la ciudad deja de tener un carácter defensivo. Es tras este periodo cuando se empieza a construir distintas muestras de arquitectura mudéjar que hoy en día identifican a la ciudad de Teruel, entre ellos su catedral.
A mitad del siglo XIV, la población de Teruel era de unos 6500 habitantes, de los que aproximadamente 5000 vivían dentro del recinto amurallado, y sobre 1500 en el Arrabal. Sin embargo, a partir de este periodo, la ciudad comenzaría un descenso paulatino de población debido a la peste negra (1348), el asedio a la ciudad en la Guerra de los Pedros (1363) y posteriormente la expulsión de los judíos en 1492.

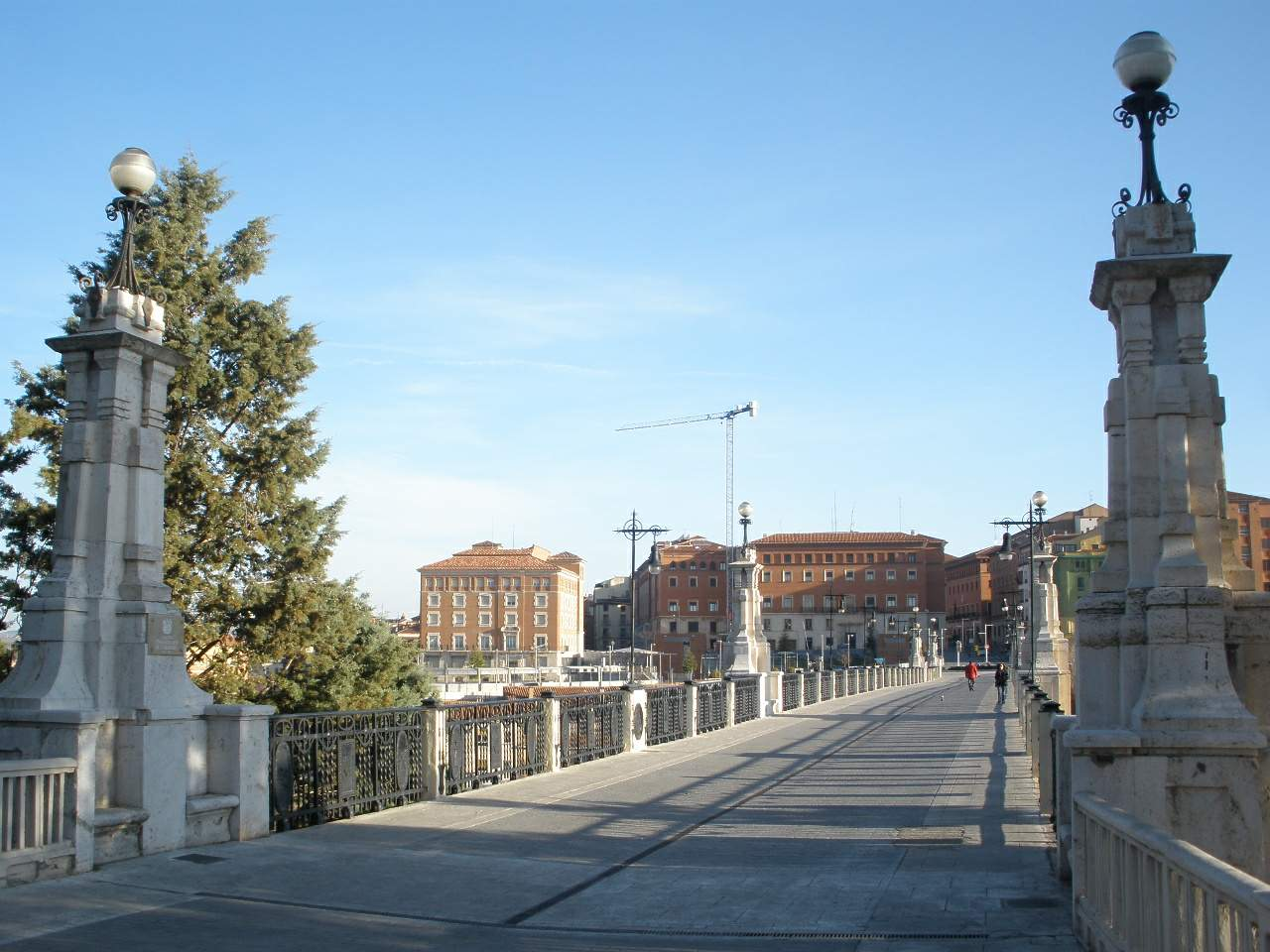
Viaducto de Fernando Hué, que comunica el centro histórico con el Ensanche

Entre los siglos XV y XVI, la ciudad experimenta pequeños cambios urbanísticos, como la transformación de la Parroquia de Santa María en Catedral en 1577 o la creación del acueducto-viaducto de los Arcos. Durante este periodo, se redujo el número de parroquias a ocho, mediante la fusión de la Parroquia de San Esteban a la de San Pedro. En el siglo XVI, la llegada de numerosas órdenes religiosas a la ciudad, con la creación de conventos, cambiaría la morfología urbana de la ciudad. A su vez, extramuros, se crean los puentes del Cubo y San Francisco sobre los ríos Alfambra y Turia, mejorando la comunicación con los arrabales, y propiciando la creación de nuevos asentamientos como los de San Francisco o San Julián. Entre los siglos XVII y XVII, la ciudad se expande y comienza a crecer de nuevo debido al descenso de la mortalidad, creándose edificaciones adosadas a las murallas, que habían perdido su carácter defensivo.
Ya en el siglo XIX, se demolieron tramos de muralla en la parte sur y se urbaniza el espacio de la Glorieta, creándose, además un nuevo ayuntamiento en la ciudad. Con la elección de la ciudad como capital de provincia en 1833, se plantea un crecimiento de forma ordenada en la ciudad, planteándose la expansión de la ciudad hacia el norte, en los llamados Llanos de San Cristóbal (hoy barrio de San León), que quedaría comunicado con la zona antigua a través del puente de la Reina Isabel II. En este entorno se crearían nuevas edificaciones como la antigua plaza de toros de la ciudad. Este siglo trajo una reestructuración profunda en el interior del casco antiguo, con la creación de nuevas plazas y el ensanchamiento y alcantarillado de numerosas calles. A finales de este siglo, el modernismo, llegado de la mano de Pablo Monguió, da un nuevo aspecto a la imagen de la ciudad. Ya en el siglo XX, se construyen la Escalinata Neomudéjar y numerosos paseos y alamedas como el del Óvalo, el de la Glorieta o la Ronda de Ambeles.
En 1929, con la construcción del viaducto de Fernando Hué, que salvó el barranco de San Julián, se abrió la posibilidad de la expansión de la ciudad hacia el sur. De esta manera, en la fechada de los años 30 se proyecta El Ensanche por parte del arquitecto Luis González como zona de viviendas unifamiliares aisladas, un nuevo concepto en la ciudad. La llegada de la Guerra Civil a Teruel supuso la paralización de la expansión de la ciudad por el Ensanche, así como la destrucción de numerosos edificios a lo largo de la ciudad, lo que modificó el paisaje urbano de la misma. La reconstrucción de la ciudad duraría un par de décadas, estableciéndose el Plan parcial de reforma interior de Teruel, que tenía como objetivo la mejora de la red viaria, la creación de un sistema de saneamiento eficiente, reconstrucción de edificios y creación de otros nuevos, la ampliación de zonas verdes o la creación de una serie de barriadas que descongestionaran el centro urbano. Así, en la década de los 40, se construyeron viviendas sociales en la zona del Ensanche y se potencia la edificación en el barrio de Las Cuevas del Siete, que acogería a numerosa población procedente del mundo rural, mientras que en los barrios del Arrabal, San Julián o El Carmen se construían viviendas unifamiliares. A su vez, se construyeron nuevos barrios de segunda residencia en el Pinar de la Muela y Las Viñas.
En los años 50 se produce la gran explosión urbanística de la ciudad, con la creación del segundo ensanche en la zona sur, donde se construyó el Hospital Obispo Polanco. A su vez, a lo largo de la carretera de Alcañiz se construye un nuevo barrio, hoy conocido como San León que tendría una buena conexión con el centro de la ciudad con la creación de un nuevo viaducto sobre la rambla del Arrabal. Entre el año 1960 y 1985 se produce la mayor expansión urbana de la ciudad. En este periodo el crecimiento urbano de la ciudad estaría encabezado por los nuevos barrios surgidos como Segundo Ensanche, Carretera de Alcañiz o San Julián. Otras zonas de expansión fueron la carretera de San Blas (actual avenida de Zaragoza) o la denominada Ciudad Escolar al norte. Surgen el polígono industrial de La Paz como un área de desarrollo y se proyectan nuevas zonas como el Polígono Fuenfresca, al sureste del núcleo urbano, a modo de ciudad jardín. Durante este periodo se anexionan al municipio siete nuevos barrios rurales, como la Aldehuela, El Campillo, Castralvo, Caudé, Tortajada, Valdecebro y Villalba Baja, y se crean zonas aisladas de la trama urbana como la urbanización Valdelobos. Por otra parte, los barrios más antiguos se desmarcan del procedimiento renovador de la ciudad, iniciándose un progresivo envejecimiento de población y una degradación en barrios como el centro histórico, Arrabal, Los Arcos, El Carmen o Cuevas del Siete, que contaban con ciudadanos con una renta menor. El aumento del número de vehículos se vio reflejado en la necesidad de realizar una variante de la N-234, que comunicaba Zaragoza con Valencia, por el este de la ciudad, dejando de transitar por el centro histórico de Teruel.
Actualmente, la ciudad cuenta con tres zonas con vulnerabilidad económica-social, siendo los barrios del centro histórico, Arrabal y San Julián.

## Economía

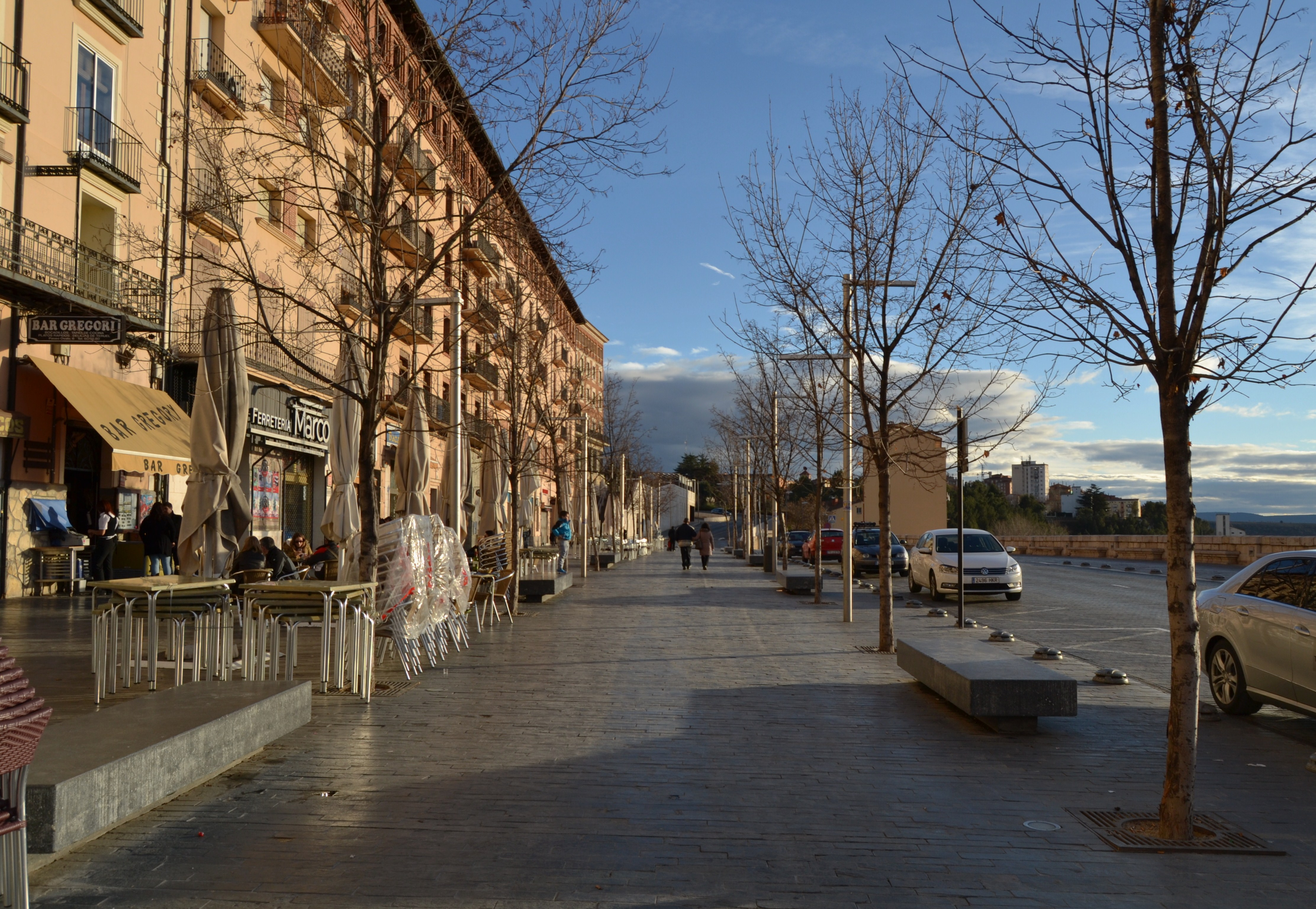
Paseo del Óvalo con terrazas y comercios

En la actualidad, la economía de la ciudad de Teruel se basa principalmente en sector servicios donde destaca el sector público y un desarrollado sector turístico, al haberse convertido desde los años 1990 en un destino turístico de interior o cultural.
Existen varias explotaciones ganaderas e industrias cárnicas, dedicadas principalmente al ganado porcino, para abastecer el mercado de productos cárnicos con denominación de origen, así como pienso y abonos derivados. El consejo regulador de la denominación de origen jamón de Teruel tiene su sede administrativa en la ciudad de Teruel.
Otro tipo de industrias asentadas en Teruel son, por ejemplo, las relacionadas con derivados del automóvil y fabricación de muebles.
Desde 2013 está operativo el aeropuerto de Teruel, que se dedica al estacionamiento, mantenimiento y desmantelamiento de aeronaves, pruebas de motores cohete, escuela de vuelo, helicópteros, ensayos en vuelo, investigación, formación y desarrollo aeronáutico y aeroespacial. Está siendo ampliado gracias a su gran actividad, aportando empleo en la zona. Su primer director general es Alejandro F. Ibrahim Perera, Dr. ingeniero aeronáutico, que dirige y gestiona la infraestructura aeroportuaria con un modelo de negocio único y nuevo en la industria aeronáutica, superando a más de veinte aeropuertos de la red española en ingresos desde 2019. Con una ampliación prevista de 200 ha y nuevas naves y hangares, destacando el segundo hangar más grande del país con capacidad para dos A380.

## Administración y política
Tras las elecciones municipales de 2019, la corporación municipal quedó compuesta por 7 concejales del Partido Popular, 5 del Partido Socialista Obrero Español, 3 de Ciudadanos, 2 del Partido Aragonés, 1 de Vox, 1 de Ganar Teruel-Izquierda Unida y 1 de la Chunta Aragonesista. Unos días después fue investida como alcaldesa Emma Buj, del Partido Popular, con el apoyo de los concejales de su propia formación, Ciudadanos y Vox.

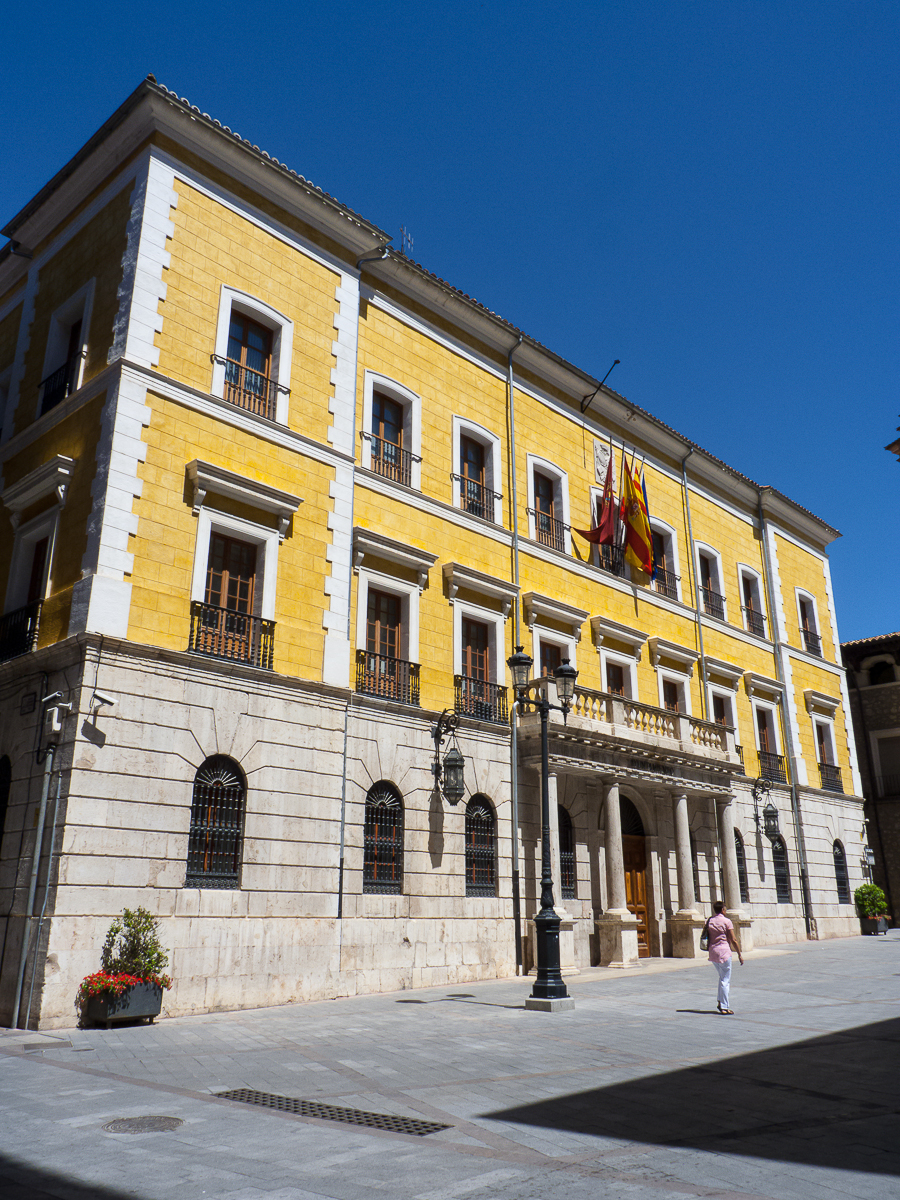
Ayuntamiento de Teruel

Tras las elecciones municipales del año 2023, el Partido Popular obtuvo 11 concejales, 4 más que en 2019. La segunda fuerza política fue Teruel Existe, partido político de carácter provincial, obteniendo 5 concejales en sus primeras elecciones municipales. El Partido Socialista Obrero Español bajó de los 5 a los 3 concejales, mientras que Vox aumentó 1 concejal, obteniendo un total de 2. Tanto Ciudadanos, el Partido Aragonés, Ganar Teruel-Izquierda Unida, la Chunta Aragonesista y Podemos-Equo se quedaron sin representación municipal. Emma Buj fue nombrada alcaldesa por tercera vez consecutiva, gracias a su mayoría absoluta.
| Periodo   | Nombre                     | Partido | Partido                                            |
| --------- | -------------------------- | ------- | -------------------------------------------------- |
| 1979-1983 | Ricardo Eced Sánchez       |         | Unión de Centro Democrático (UCD)                  |
| 1983-1987 | Ricardo Eced Sánchez       |         | Partido Aragonés (PAR)                             |
| 1987-1991 | Javier Velasco Rodríguez   |         | Partido de los Socialistas de Aragón (PSOE-Aragón) |
| 1991-1995 | Ricardo Eced Sánchez       |         | Partido Aragonés (PAR)                             |
| 1995-1999 | Luis Fernández Uriel       |         | Partido Popular de Aragón (PP)                     |
| 1999-2003 | Manuel Blasco Marqués      |         | Partido Popular de Aragón (PP)                     |
| 2003-2007 | Lucía Gómez García         |         | Partido de los Socialistas de Aragón (PSOE-Aragón) |
| 2007-2010 | Miguel Ferrer Górriz       |         | Partido Aragonés (PAR)                             |
| 2010-2010 | Miguel Ferrer Górriz       |         | Independiente                                      |
| 2010-2010 | Lucía Gómez (en funciones) |         | Partido de los Socialistas de Aragón (PSOE-Aragón) |
| 2010-2015 | Manuel Blasco Marqués      |         | Partido Popular de Aragón (PP)                     |
| 2015-act. | Emma Buj                   |         | Partido Popular de Aragón (PP)                     |

| Partido político                                   | 2023  | 2023  | 2023       | 2019  | 2019  | 2019       | 2015  | 2015  | 2015       | 2011  | 2011  | 2011       | 2007  | 2007  | 2007       | 2003  | 2003  | 2003       |
| Partido político                                   | %     | Votos | Concejales | %     | Votos | Concejales | %     | Votos | Concejales | %     | Votos | Concejales | %     | Votos | Concejales | %     | Votos | Concejales |
| Partido Popular de Aragón (PP)                     | 41,94 | 7535  | 11         | 30,72 | 5321  | 7          | 32,23 | 5355  | 8          | 47,90 | 7932  | 12         | 35,58 | 5909  | 8          | 36,55 | 6239  | 8          |
| Teruel Existe (TE)                                 | 20,44 | 3673  | 5          | —     | —     | —          | —     | —     | —          | —     | —     | —          | —     | —     | —          | —     | —     | —          |
| Partido de los Socialistas de Aragón (PSOE-Aragón) | 13,33 | 2393  | 3          | 23,08 | 3997  | 5          | 19,18 | 3290  | 5          | 20,89 | 3460  | 5          | 31,13 | 5170  | 7          | 33,36 | 5695  | 8          |
| Vox                                                | 10,67 | 1918  | 2          | 5,50  | 953   | 1          | —     | —     | —          | —     | —     | —          | —     | —     | —          | —     | —     | —          |
| Izquierda Unida (IU)-Ganar Teruel                  | 4,55  | 819   | 0          | 5,39  | 934   | 1          | 14,99 | 2491  | 3          | 7,09  | 1174  | 1          | 4,85  | 806   | 0          | 4,09  | 699   | 0          |
| Partido Aragonés (PAR)                             | 2,74  | 493   | 0          | 9,56  | 1655  | 2          | 10,14 | 1685  | 2          | 7,06  | 1170  | 1          | 16,51 | 2741  | 4          | 16,41 | 2801  | 4          |
| Chunta Aragonesista (CHA)                          | 2,53  | 455   | 0          | 5,37  | 930   | 1          | 7,53  | 1252  | 1          | 8,38  | 1388  | 2          | 8,57  | 1423  | 2          | 6,83  | 1166  | 1          |
| Ciudadanos (CS)                                    | 1,45  | 261   | 0          | 14,03 | 2430  | 3          | 9,51  | 1581  | 2          | —     | —     | —          | —     | —     | —          | —     | —     | —          |
| Espacio Municipalista Teruel (EMT)                 | —     | —     | —          | 5,08  | 880   | 1          | —     | —     | —          | —     | —     | —          | —     | —     | —          | —     | —     | —          |

## Servicios

### Comunicaciones
Por carretera

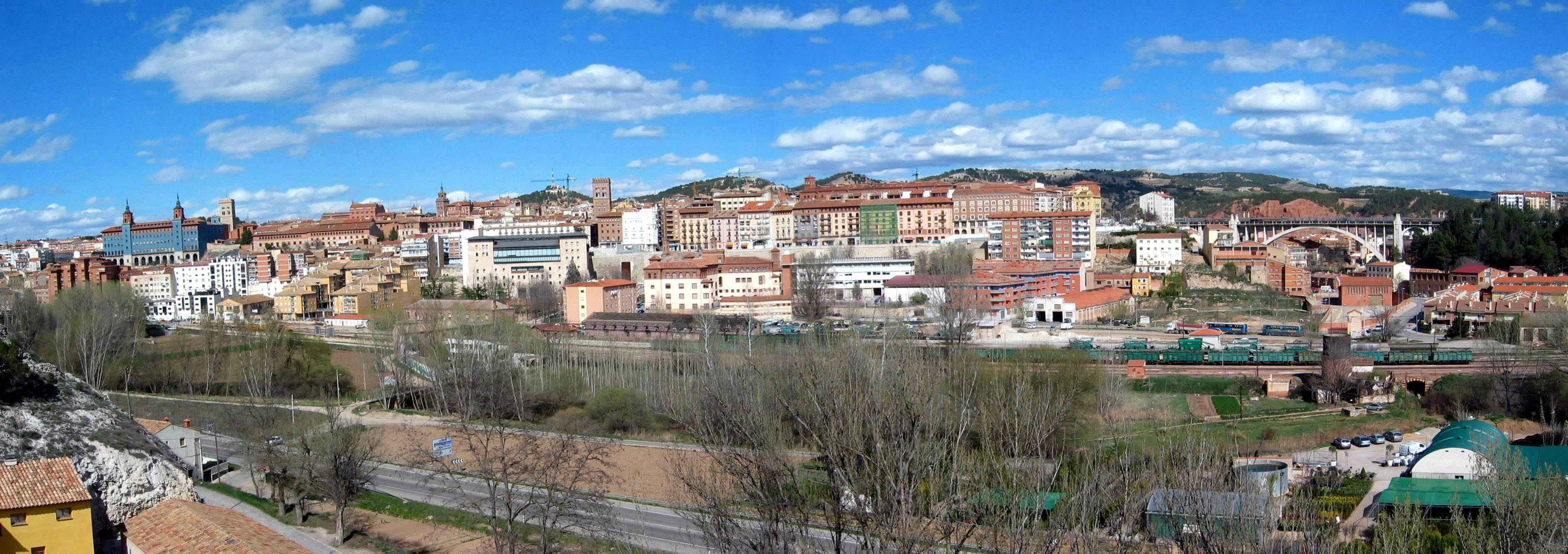
Vista panorámica suroccidental de la ciudad, entre el seminario diocesano (izquierda) y el viaducto viejo (derecha)

- Autovía Mudéjar (A-23): Sagunto - Teruel - Daroca - Zaragoza - Huesca - Somport
- N-420: Córdoba - Montoro - Puertollano - Ciudad Real - Daimiel - Alcázar de San Juan - Mota del Cuervo - Cuenca - Ademuz - Teruel - Utrillas - Alcañiz - Valdealgorfa - Reus - Tarragona
- N-330: Alicante - Almansa - Requena - Utiel - Teruel - Daroca - Zaragoza - Huesca - Jaca - Somport
- N-234: Sagunto - Teruel - Calatayud - Soria - Burgos
- A-226: Teruel - Calanda
- A-1512: Teruel - Albarracín
- A-1513: Teruel - Valdecuenca

Por ferrocarril
- Huesca - Zaragoza - Teruel
- Valencia - Sagunto - Teruel
- Cartagena - Alicante - Valencia - Teruel

Actualmente se encuentra en fase de proyecto la llegada del AVE con la construcción del eje Cantábrico-Mediterráneo conectando con Santander y Bilbao en tiempo récord.
Por avión
Se puede llegar en vuelos comerciales en aeronaves privadas y ejecutivas al aeropuerto de Teruel. También vuelos comerciales en aeronaves hasta 19 pasajeros.

## Patrimonio

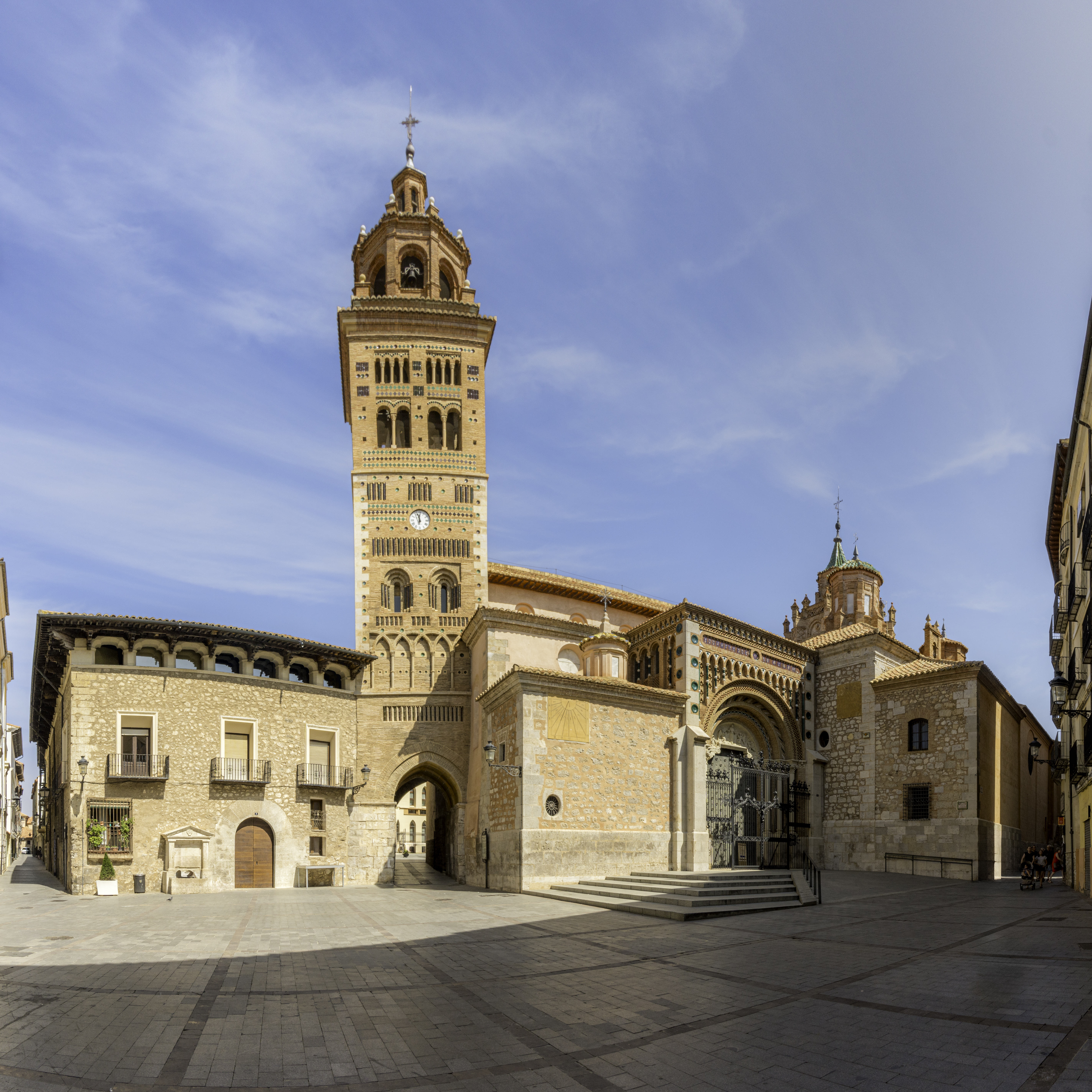
La catedral de Santa María forma parte del conjunto «Arquitectura mudéjar de Aragón», declarado Patrimonio de la Humanidad por la Unesco en 1986

Teruel conserva varios edificios mudéjares que han sido declarados Patrimonio de la Humanidad bajo la denominación «Arquitectura mudéjar de Aragón»: la torre, techumbre y cimborrio de la catedral de Santa María de Mediavilla (378-001), la torre e iglesia de San Pedro (378-002), la torre de la iglesia de San Martín (378-003) y la torre de la iglesia del Salvador (378-004). Entre ellos destaca, como elemento mudéjar mitad constructivo, mitad decorativo, la techumbre de la Catedral de Teruel, que está considerada la techumbre medieval de madera más importante el mundo.

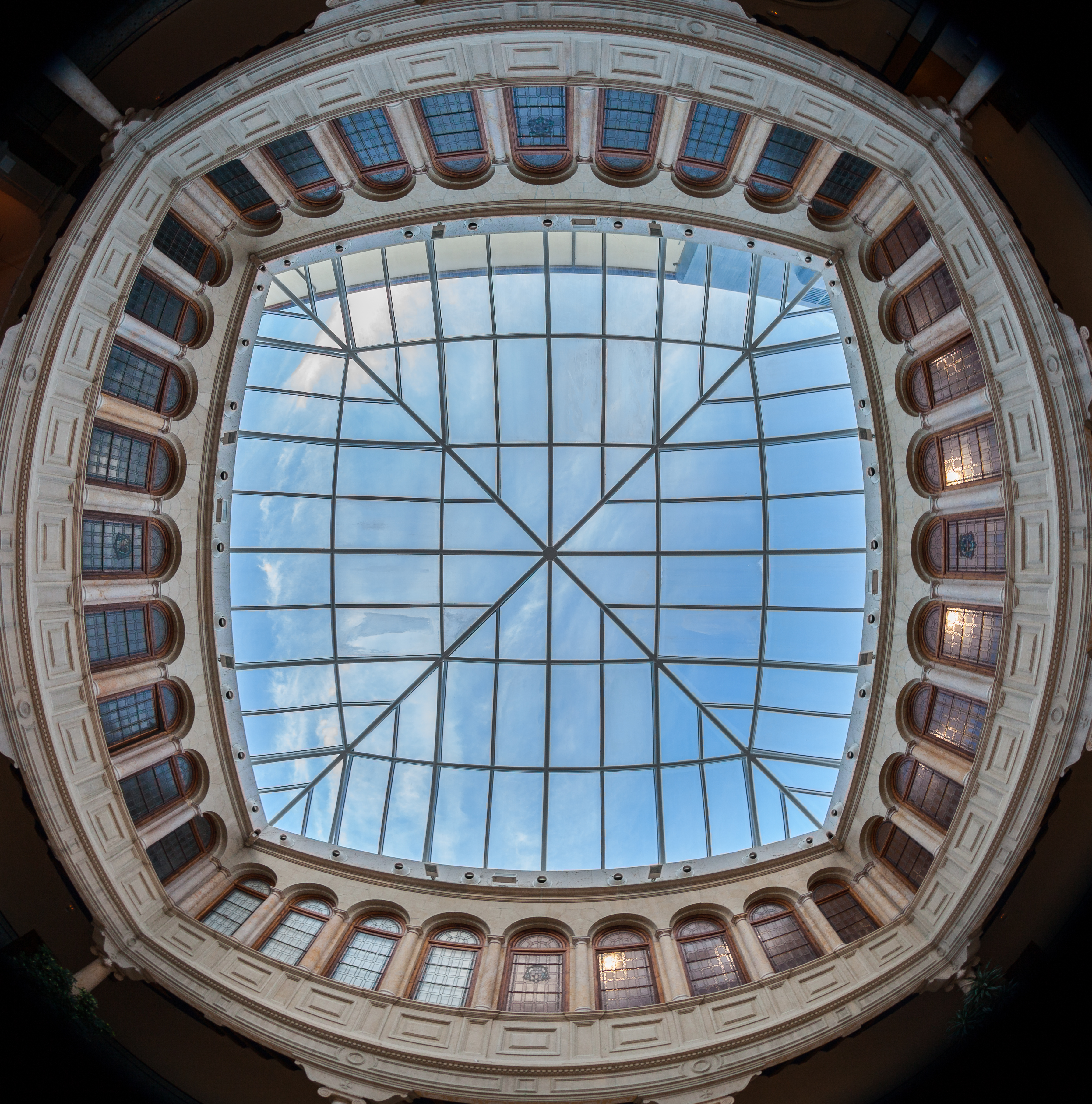
Cubierta y claustro del Museo de Arte Sacro

También existen varios edificios modernistas, con ejemplos de estilos historicistas, como el neomudéjar. La Casa de Tejidos El Torico, en la plaza Carlos Castel, la plaza de toros o la Escalinata, son ejemplos de los citados estilos. Además, la ciudad conserva algunos edificios góticos que tienen su mejor exponente en la iglesia de San Francisco.
También cabe destacar de esta época sus murallas o aljibes. Del siglo XVI, destaca el mayor acueducto construido en España en el Renacimiento, conocido como Los Arcos. Además de esta época destaca el palacio de la Comunidad de Aldeas de Teruel, actualmente Museo Provincial, dentro del llamado estilo aragonés (Renacimiento).
Otro lugar de interés es la fuente del Torico y su plaza, punto de reunión, centro neurálgico y símbolo de la ciudad. En el camino de Santa Bárbara se puede apreciar la mejor vista de la ciudad y su entorno desde el Mirador de Los Mansuetos, con su mesa de interpretación.

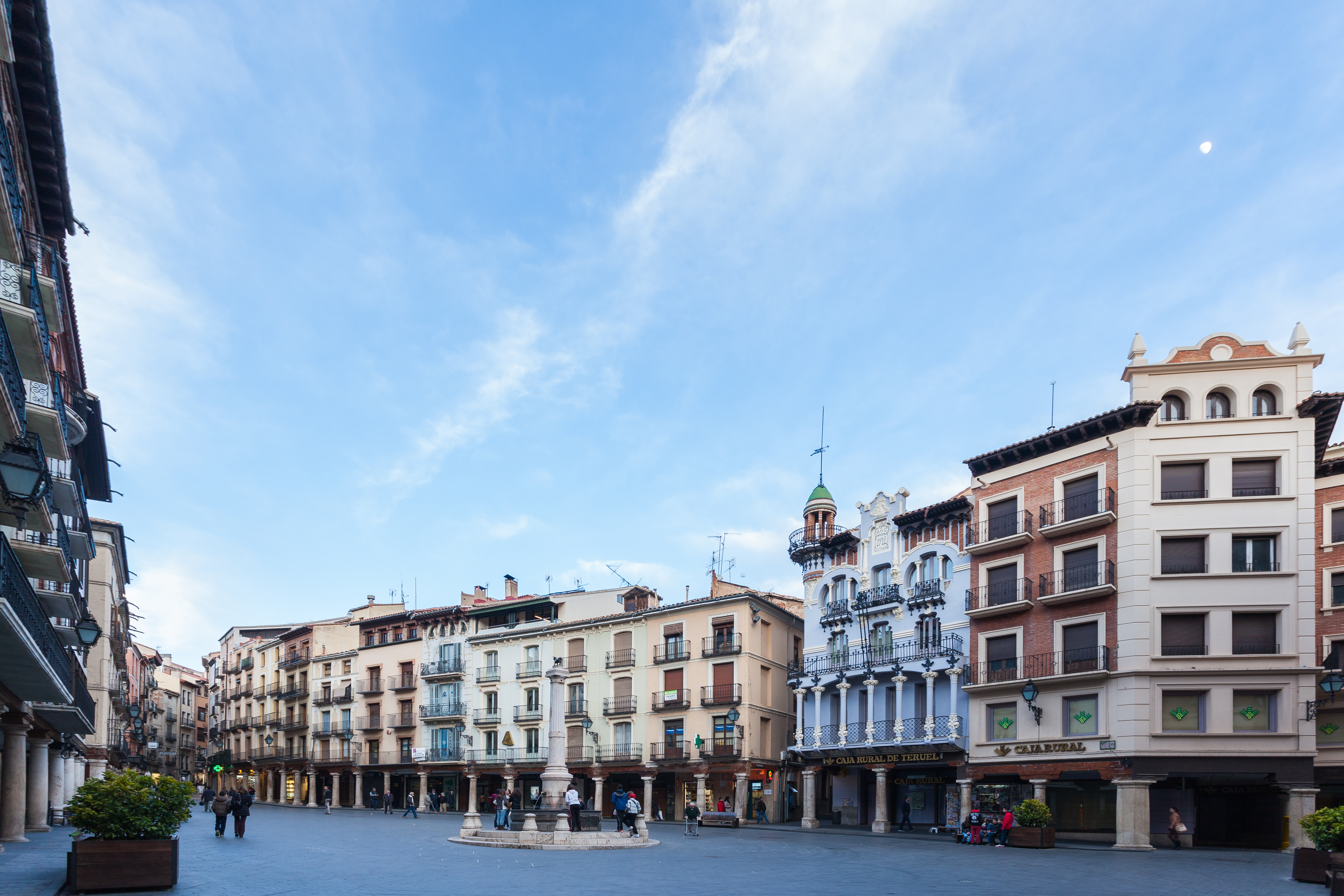
Plaza del Torico
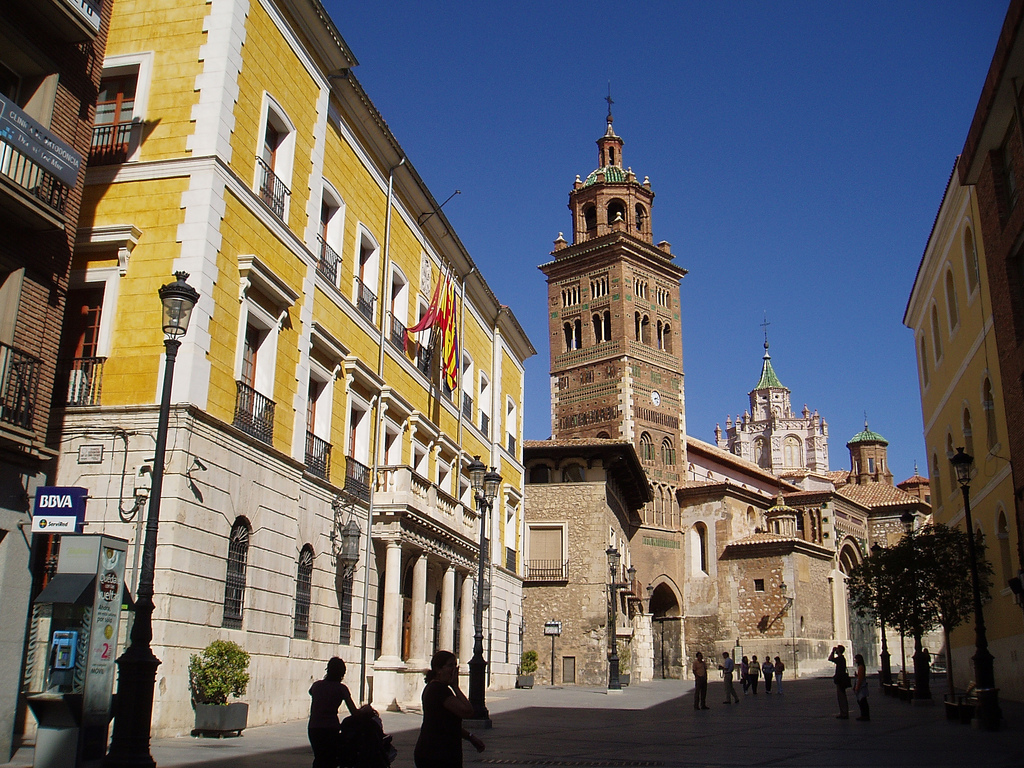
Ayuntamiento y Catedral de Teruel
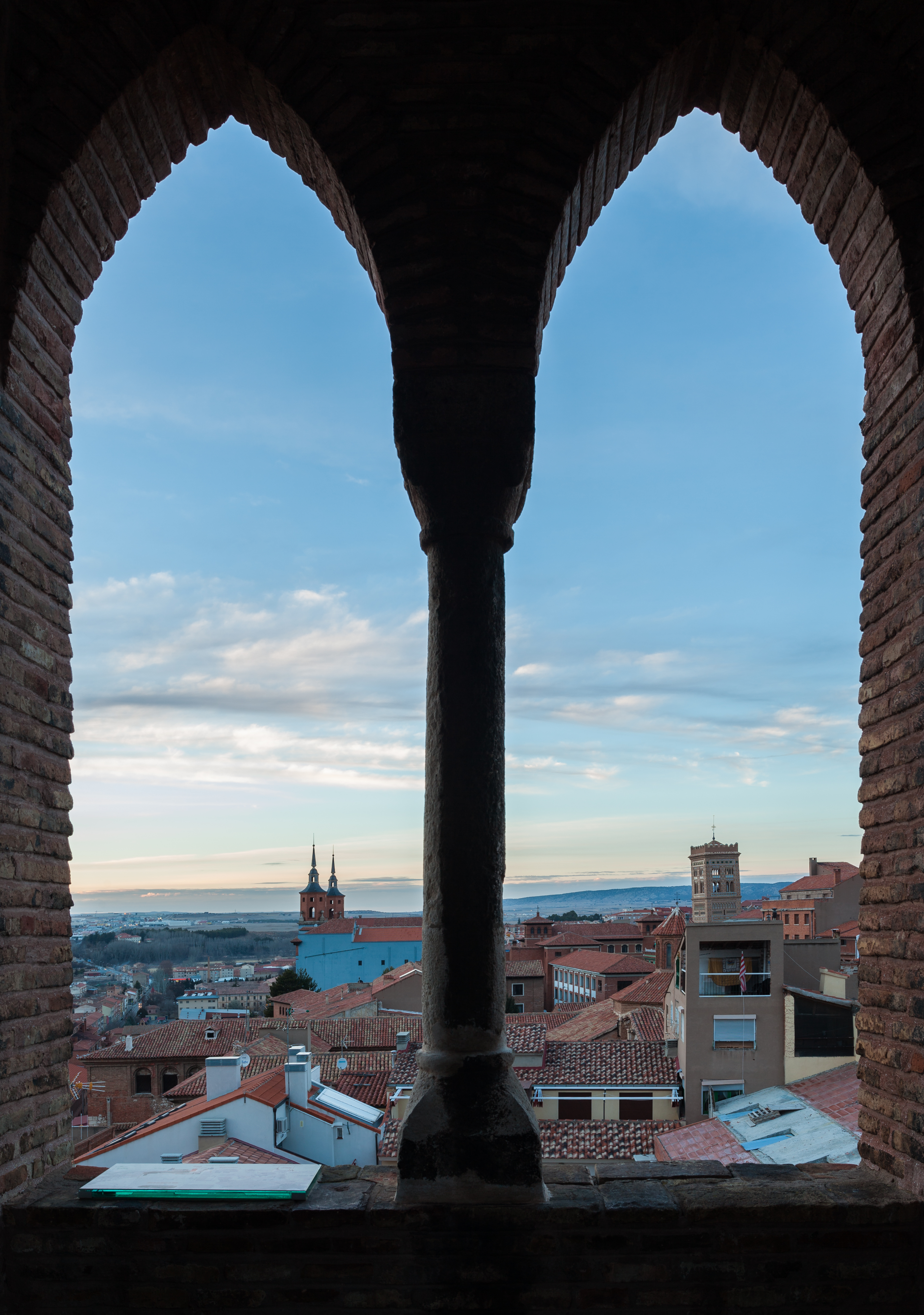
Vista de Teruel desde la torre mudéjar de El Salvador
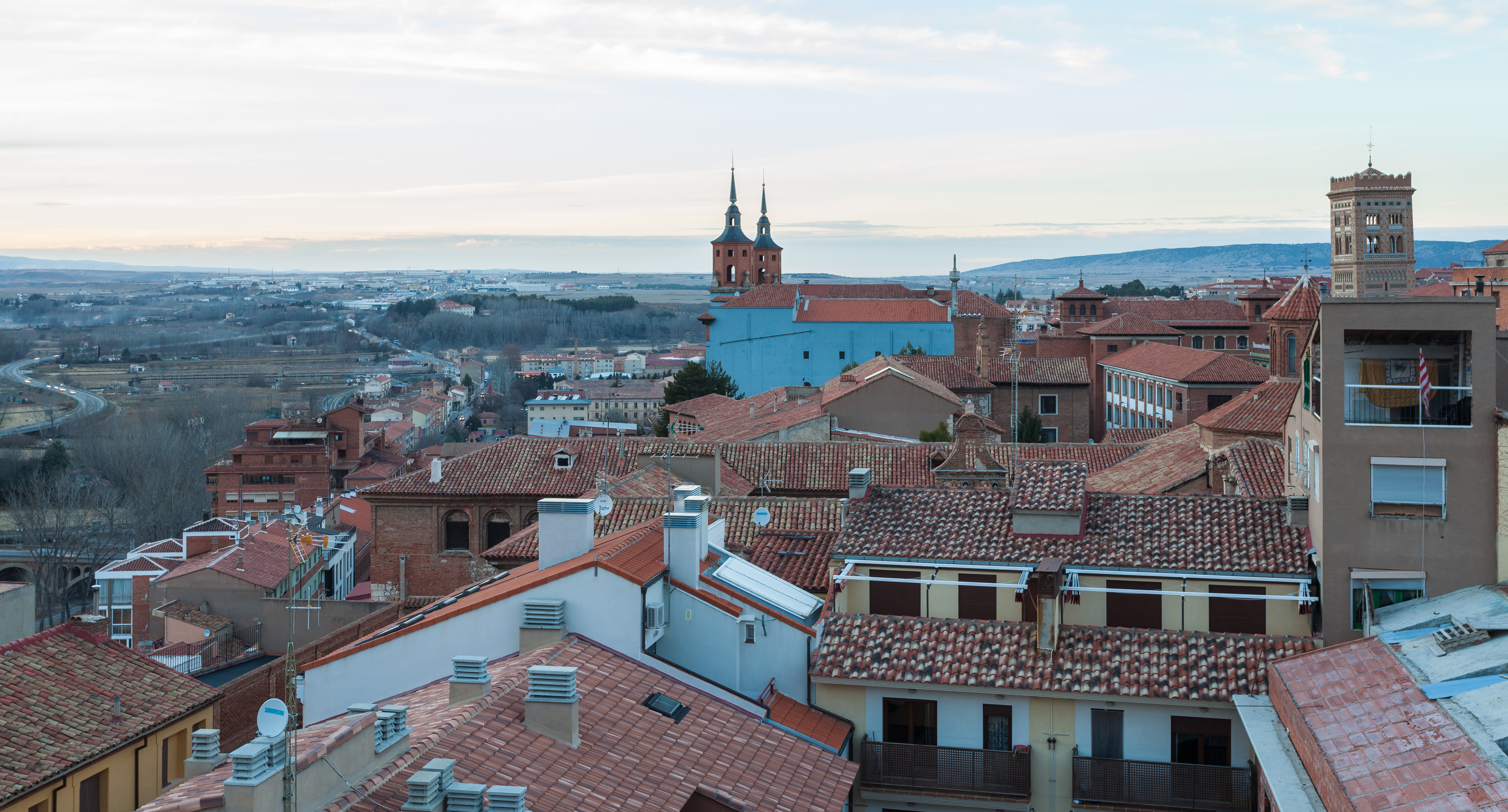
Otra vista de Teruel desde la torre de la iglesia del Salvador
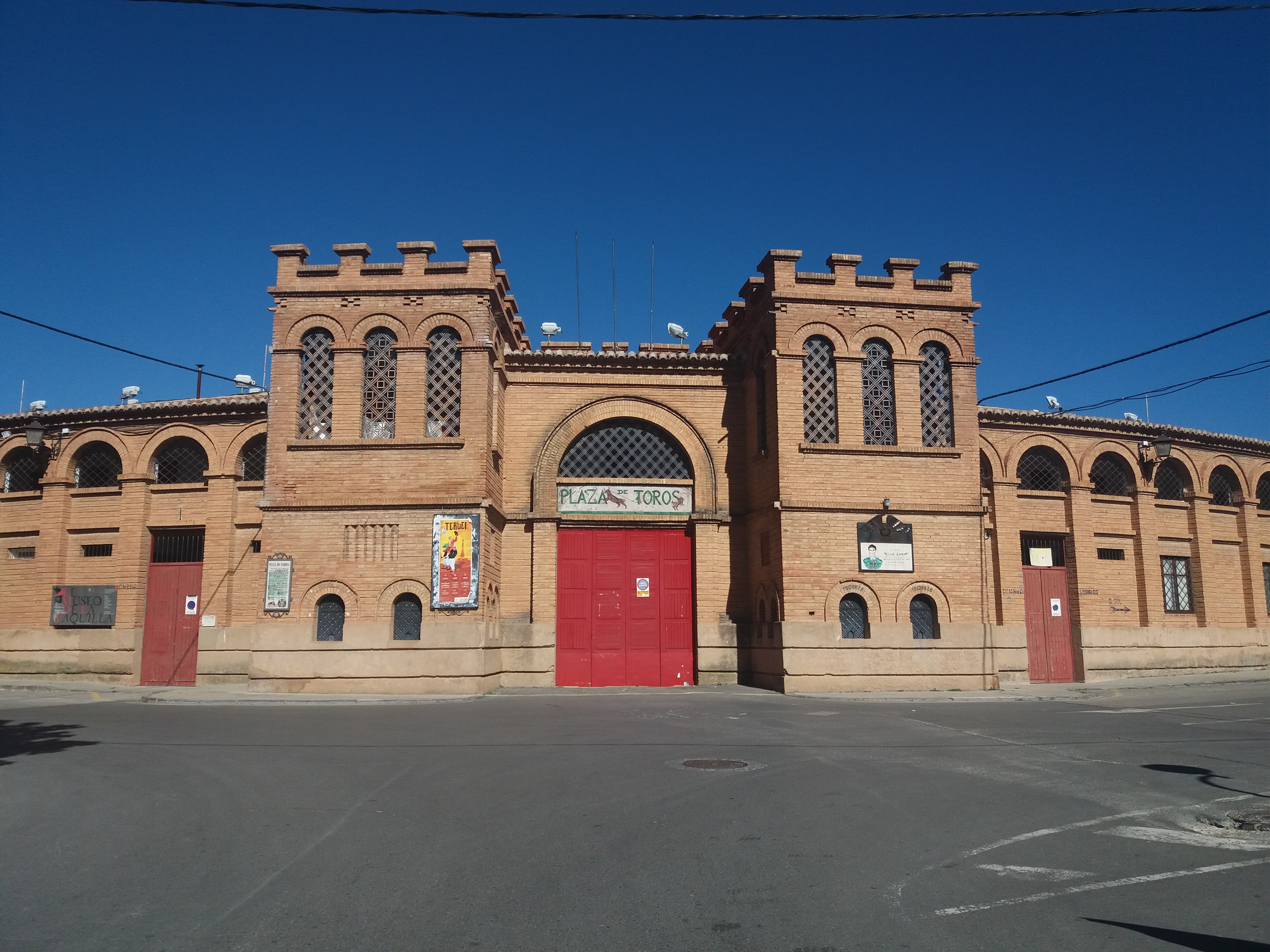
Plaza de toros de Teruel (1935), de estilo neomudéjar

## Cultura

### Gastronomía

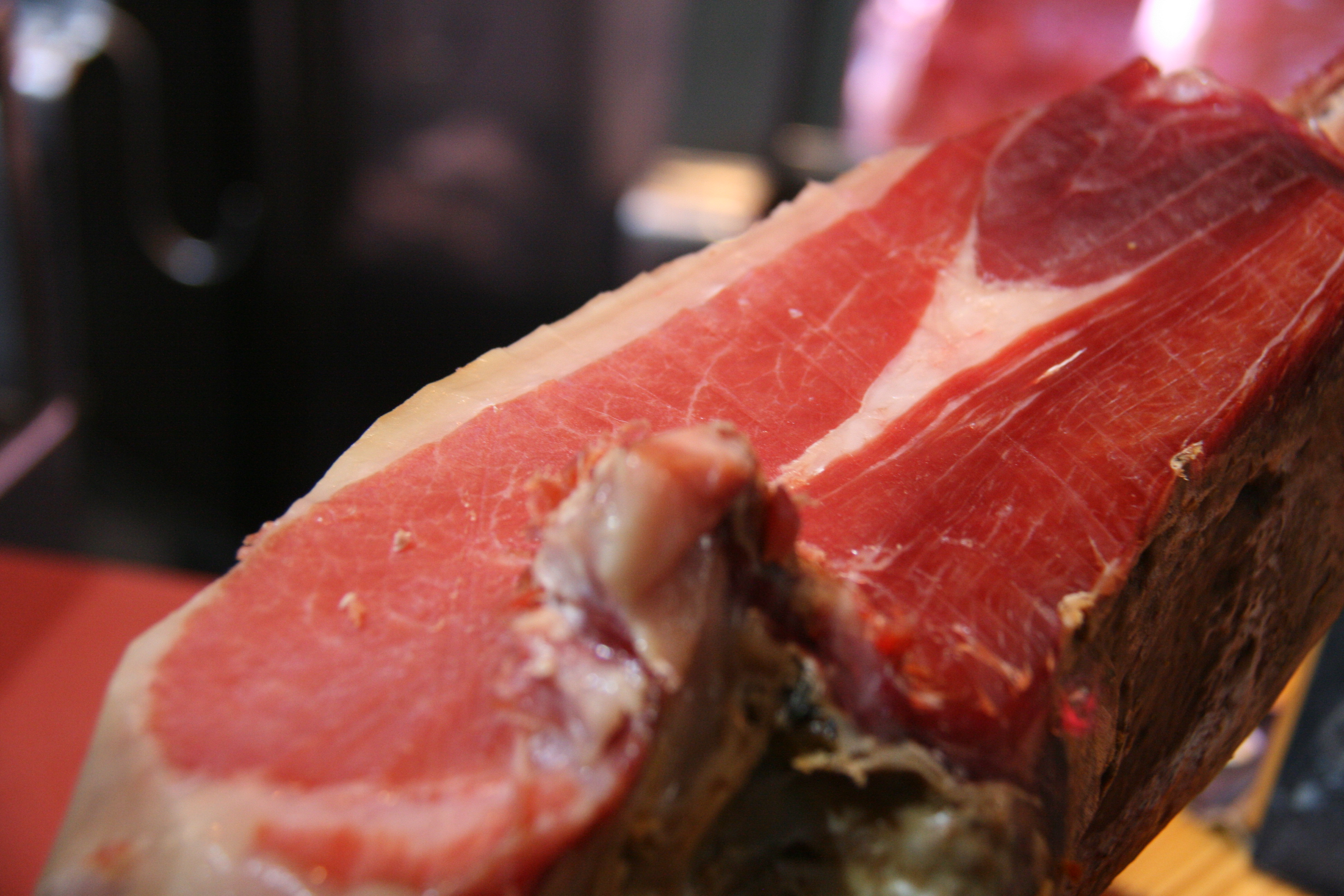
Jamón de Teruel

Debido a la vocación ganadera de algunas zonas, son populares los platos de carne, sobre todo los que se fundamentan en cordero (denominado ternasco), el cerdo (y su matanza) así como de diversos animales de corral. Son conocidas tortas de trigo llamadas «sollapas» y la caldereta de pastor. Uno de los alimentos más populares es el jamón de Teruel (que participa en unas tostas denominadas delicias de Teruel: una especie de pan con tomate) y el ternasco de Aragón. Algunos platos de interés son los regañaos, las migas turolenses, las sopas de ajo y la sopa de Teruel. Entre la repostería turolense se encuentran los «suspiros de amante», unos pastelillos con una base de queso.

### Fiestas

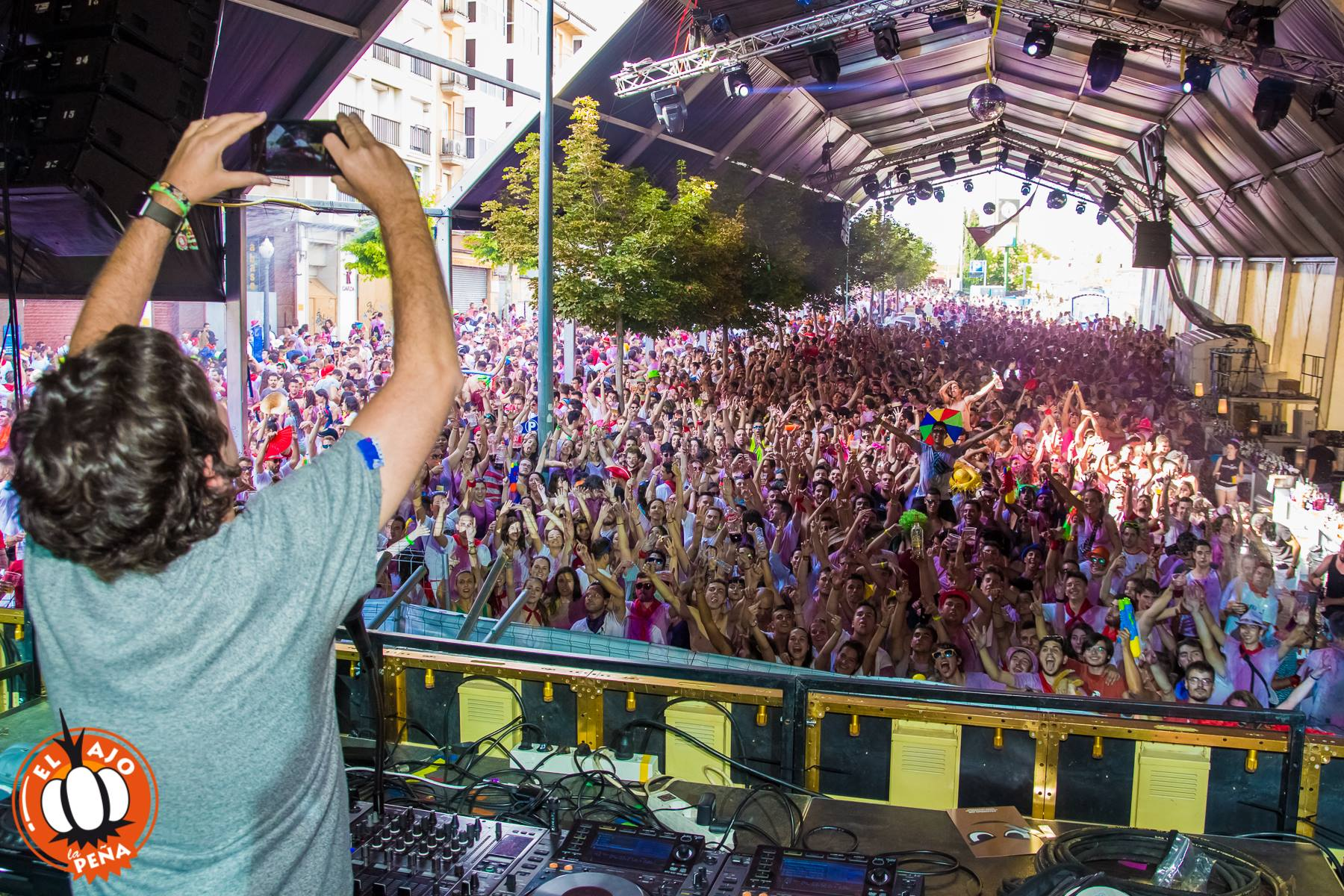
La Vaquilla del Ángel

Sus fiestas mayores (Fiestas del Ángel), se celebran en la primera quincena de julio y duran una semana. Los días más importantes (viernes, sábado, domingo y lunes), coinciden con el fin de semana más próximo a San Cristóbal (10 de julio), y son conocidos popularmente como La Vaquilla del Ángel, uno de los festivales de música gratuitos, en formato de calle y escenario, más importantes del país, además los tradicionales toros ensogados del lunes por las calles del centro de la ciudad y todas las actividades que las peñas desarrollan para sus socios.

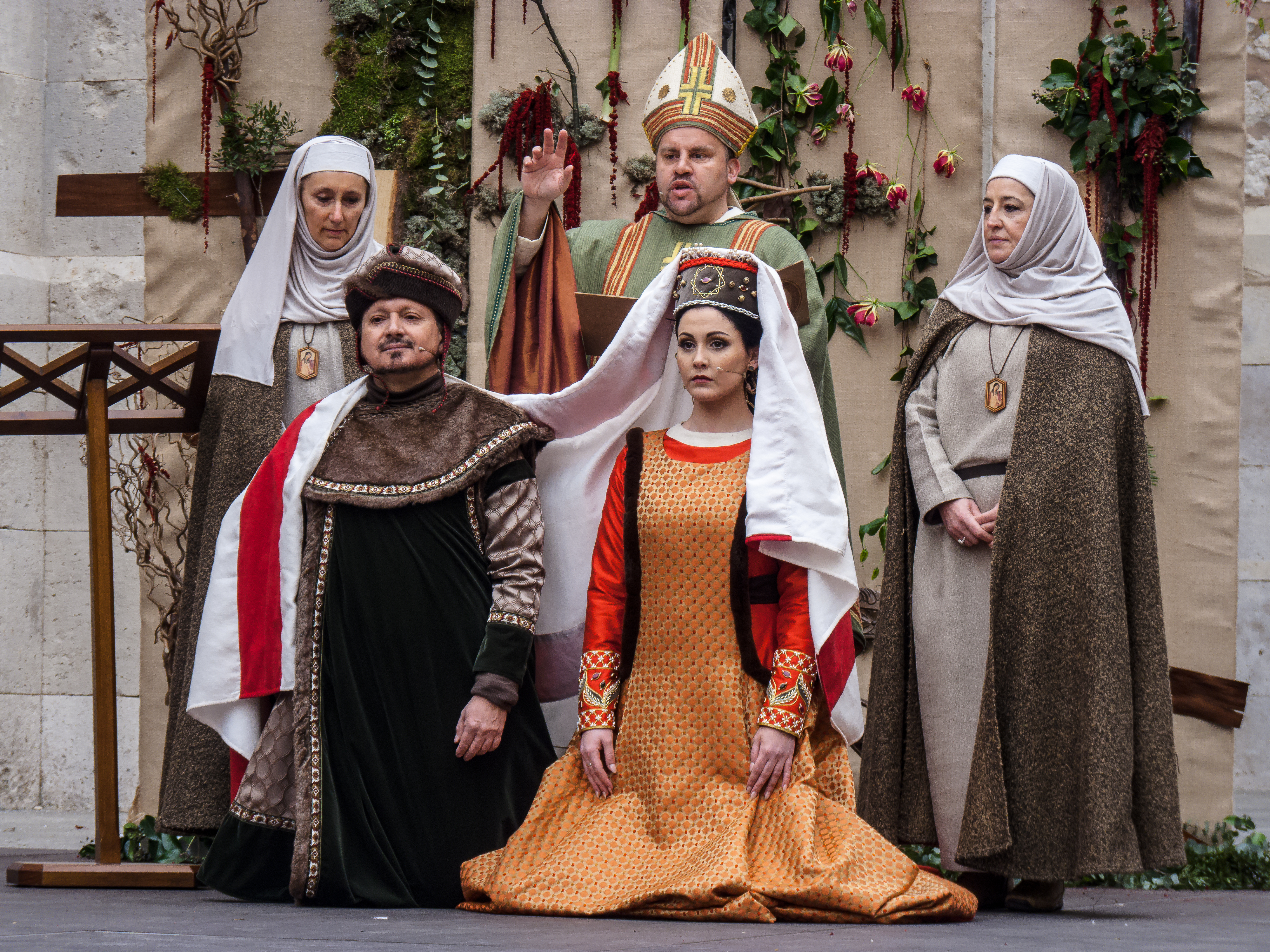
Bodas de Isabel de Segura

Otro de los eventos con una gran atracción de público son Las Bodas de Isabel de Segura, el fin de semana que coincide con el tercer viernes de febrero, en memoria de Los Amantes de Teruel, Juan Martínez de Marcilla, llamado popularmente Diego de Marcilla, e Isabel de Segura. Miles de turolenses se visten con atuendos altomedievales, también se instala un variado mercadillo y se engalanan las calles trasladando la atmósfera de la ciudad al siglo XIII.

El martes de Pascua se celebra el Sermón de las Tortillas. Tiene su origen en la fundación cristiana de la ciudad, cuando el martes de Pascua de cada año los turolenses elegían los cargos del concejo. La celebración consiste en disfrutar de una comida al aire libre en los alrededores de la ciudad.

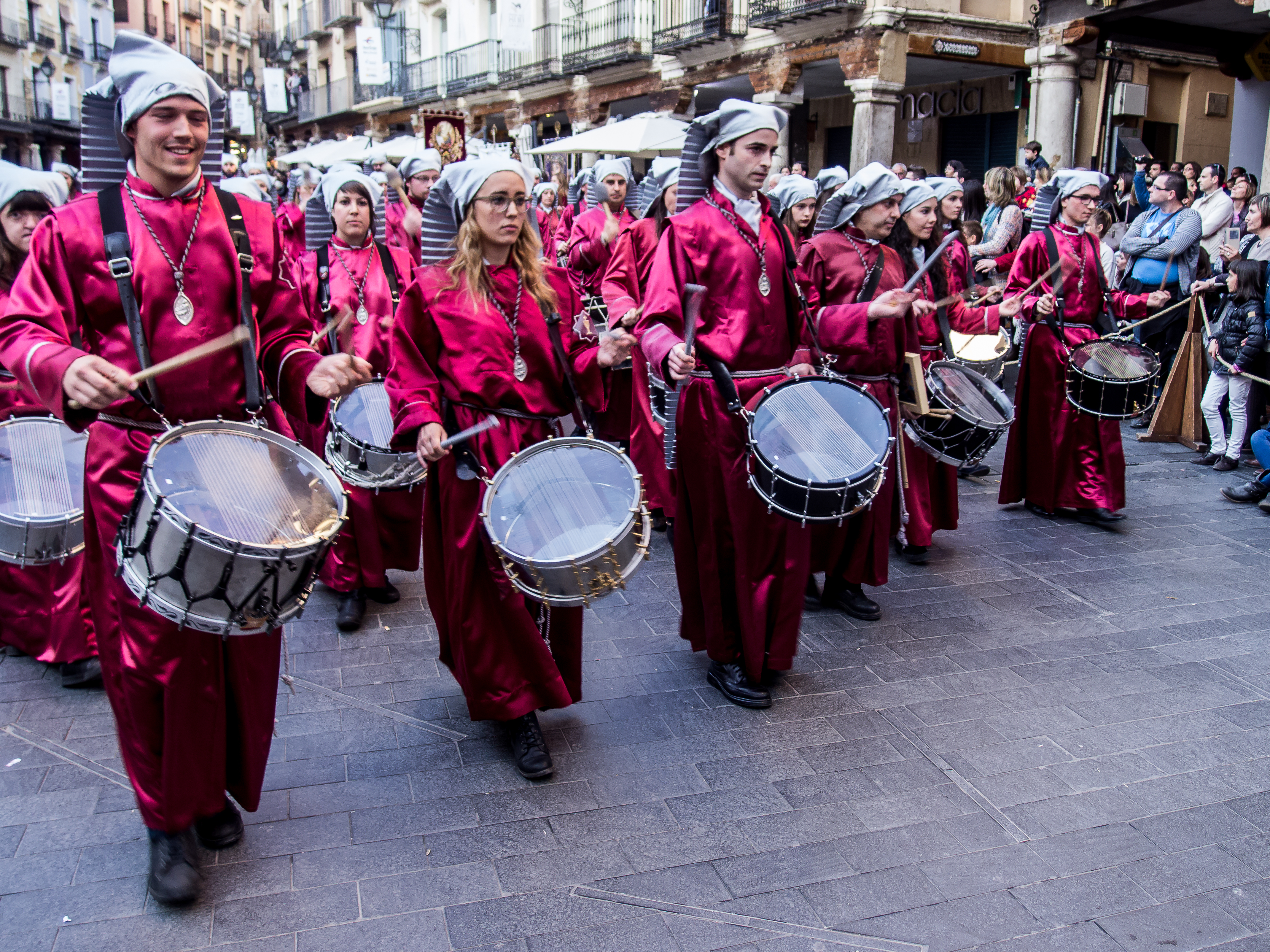
Semana Santa

Su Semana Santa destaca por su sobriedad y el retumbar de tambores, bombos y timbales, así como el paso de las procesiones.

### Música
Entre los músicos turolenses pueden citarse a los compositores Antón García Abril y Javier Navarrete, al cantante pop David Civera y al tenor Andrés Marín. El maestro Manuel Lillo Torregrosa compuso la obra Jotas de Teruel inspirándose en el folclore popular de la provincia. El músico Modesto Linares Izquierdo es el gran impulsor de la música en Teruel y fundador del Conservatorio Profesional de Música.

### Deporte
Destaca el Club Voleibol Teruel, que es considerado como uno de los mejores clubes del voleibol español. Cuenta con un destacado palmarés: 7 Superligas (2008/09, 2009/10, 2010/2011, 2011/2012, 2013/14, 2017/18 y 2018/19), 6 Copas de SM el Rey (2011, 2012, 2013, 2015, 2018 y 2020), 9 Supercopas de España (2009, 2012, 2013, 2014, 2016, 2017, 2018, 2019 y 2020) y 1 Liga FEV. En la temporada 2017/18 consiguió el triplete en las competiciones nacionales, habiendo conquistado la Superliga, la Copa del Rey y la Supercopa.
En fútbol, el Club Deportivo Teruel jugó en la Segunda División B (tras ascender en la temporada 2009/2010), pero descendió en la temporada 2012/2013. Cinco años más tarde, en la temporada 2017/2018, el equipo entrenado por Dani Aso devolvió al Club Deportivo Teruel a la categoría de bronce del fútbol español pero volvería a descender la temporada siguiente. Actualmente continúa militando en la Tercera División Aragonesa. Actualmente el club es entrenado por César Laínez y trata de volver al Club Deportivo de Teruel a Segunda División B.
Existe también un club de baloncesto, el Teruel Basket Mudéjar, y un equipo de ajedrez, que juega en la máxima categoría aragonesa. El Club Teruel de Tiro con Arco ha logrado recientemente diversos títulos a nivel regional y nacional de la mano de Diego Guillén.

### Educación e investigación

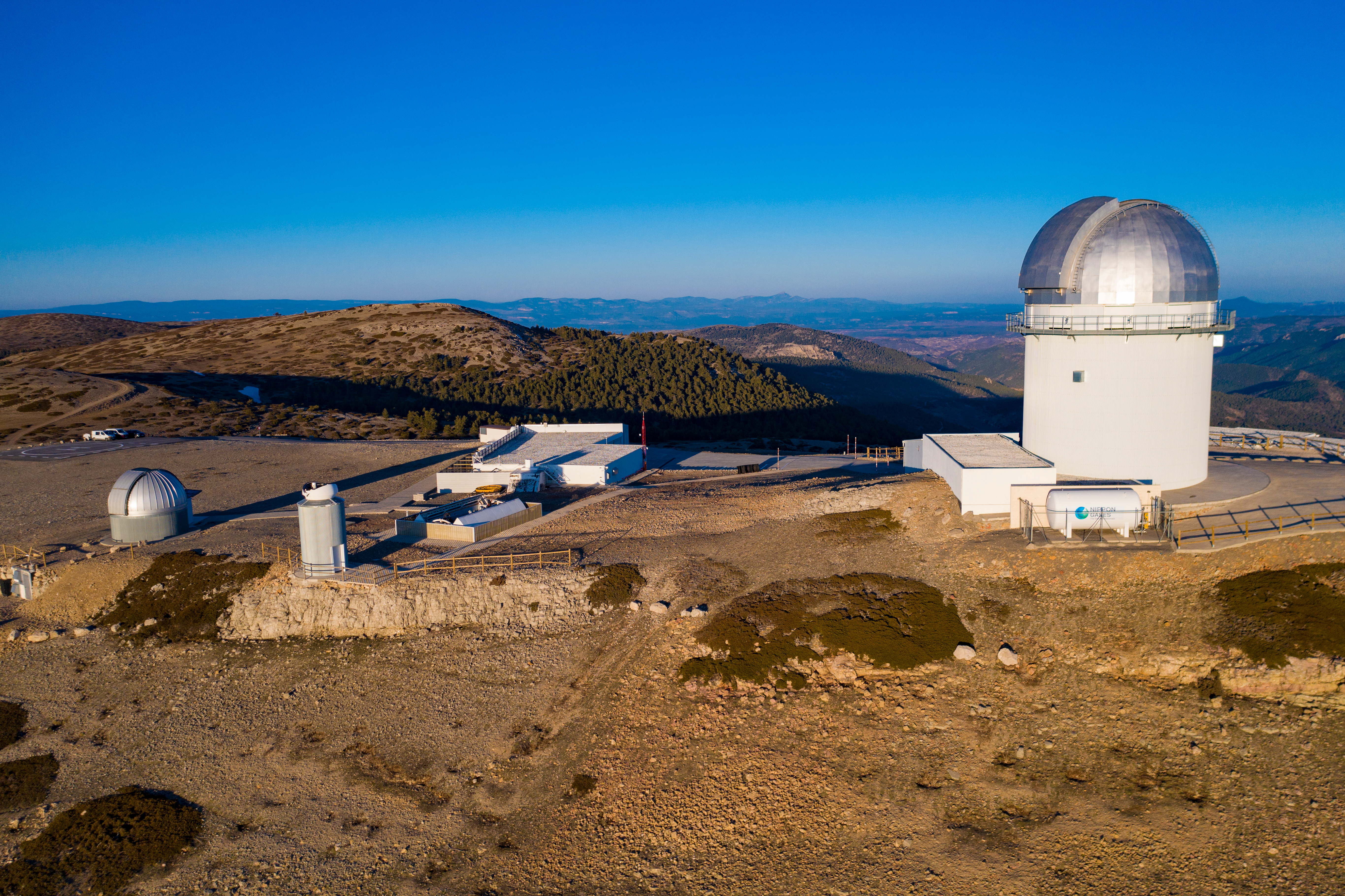
Observatorio Astrofísico de Javalambre situada en la provincia de Teruel y gestionada por el CEFCA de Teruel

En Teruel se encuentra una división de la Universidad de Zaragoza. El Centro de Estudios de Física del Cosmos de Aragón (CEFCA), que lleva a cabo investigaciones en astrofísica y cosmología, también se encuentra en Teruel. El CEFCA gestiona el Observatorio Astrofísico de Javalambre (OAJ), situado al sur de la provincia de Teruel y reconocido como Infraestructuras Científicas y Técnicas Singulares.